# Église Saint-Pierre d'Irvillac
Pour les articles homonymes, voir Église Saint-Pierre.
L'église Saint-Pierre est une église paroissiale catholique située à Irvillac, dans le diocèse de Quimper et Léon.
Son enclos paroissial est complet, en ce sens qu’il contient toujours ses éléments d’origine que sont l’église, le calvaire, le cimetière, l’ossuaire et le mur d’enclos. L’église, dédiée à saint Pierre date, du moins pour le clocher, de 1656 selon une inscription où se lit :
« Frater. Vincentius. de. Kerouartz. canonicus. regularis. abbatiae. beatae. Mariae. de. Daoulas. et. Prior. Rector. huius. loci. 1656 » 

## Description
L'édifice se compose d'une nef à chevet carré et de deux bas-côtés voûtés en bois. Une grande baie ouvre l'abside. La porte d'entrée est ornée de colonnes doriques.
La flèche, plus jeune (1850) car rebâtie après avoir été abattue par la foudre dans la nuit du 13 au 14 janvier 1777 selon le chanoine Abgrall, fut réalisée suivant les plans de l’abbé Pouliquen, vicaire de la paroisse. Elle a curieusement la forme d’une cloche.
Le clocher est accosté de chaque côté par deux hautes et élégantes tourelles identiques.
Au sud-ouest un ossuaire daté de 1692 porte un clocheton.
L’intérieur de l’église abrite quelques statues anciennes dont celles de saint Yves, saint Roc’h et saint Jacques.
Les abbés Peyron et Abgrall dans leur bulletin d’architecture (1914) citent un recteur ayant exercé son ministère à Irvillac de 1786 à 1791 :

« , né à Quimper.
Lors de la révolution, refusa de prêter serment à la Constitution (30 janvier 1791). Dénoncé, comme les autres prêtres de la paroisse, tous réfractaires, par Gabriel Cren, le maire d’Irvillac, il se retira à Carhaix, où il fut arrêté.
Après avoir été interné dans de nombreuses prisons du Finistère, il fut emprisonné à Rochefort, où il ne tarda pas à mourir, le 24 septembre 1794.
Son corps, jeté à la mer, fut recueilli au Port des Barques . »

L'église fait l'objet d'une inscription au titre des Monuments historiques depuis 1928.

## Galerie de photos

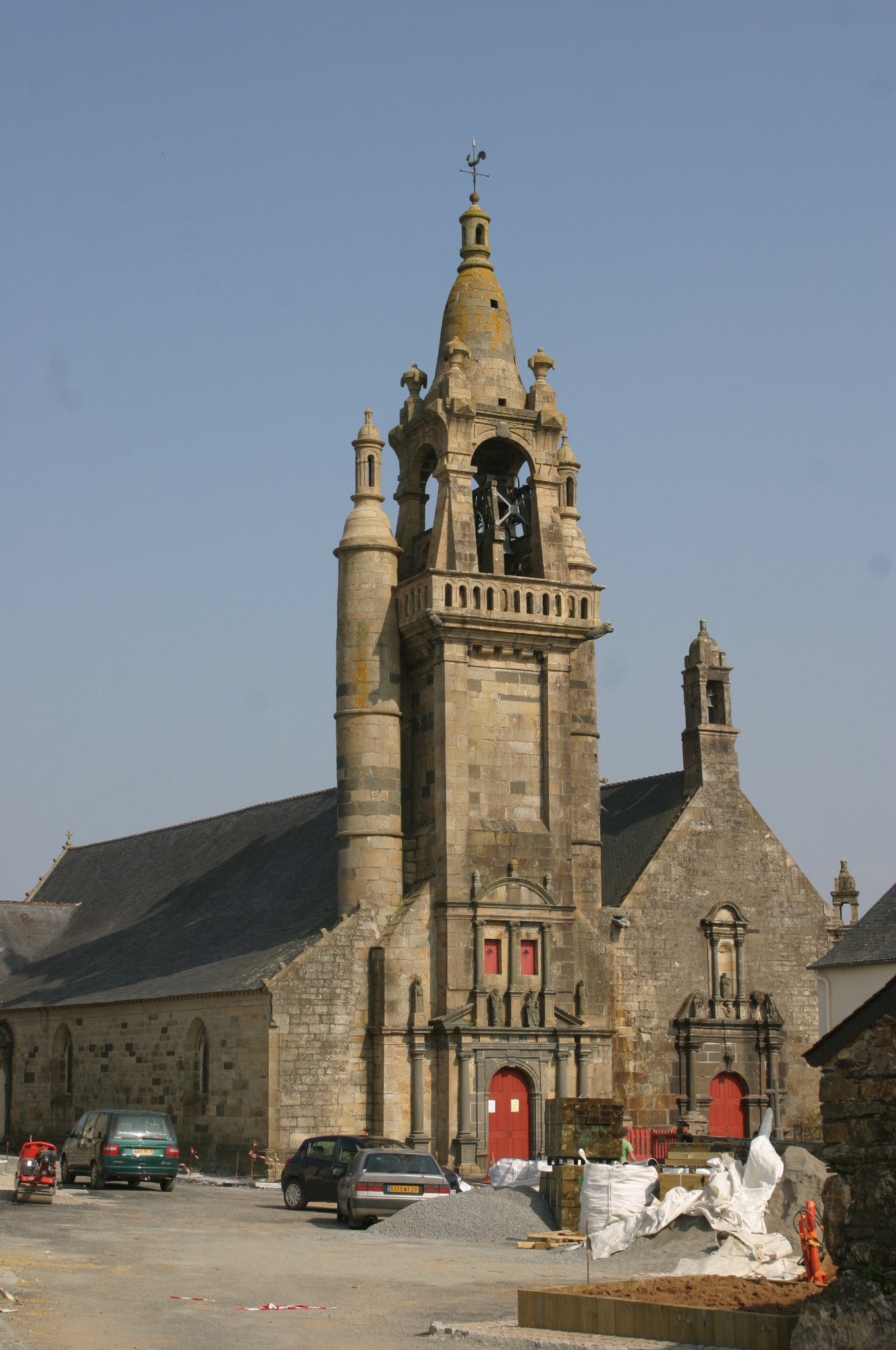
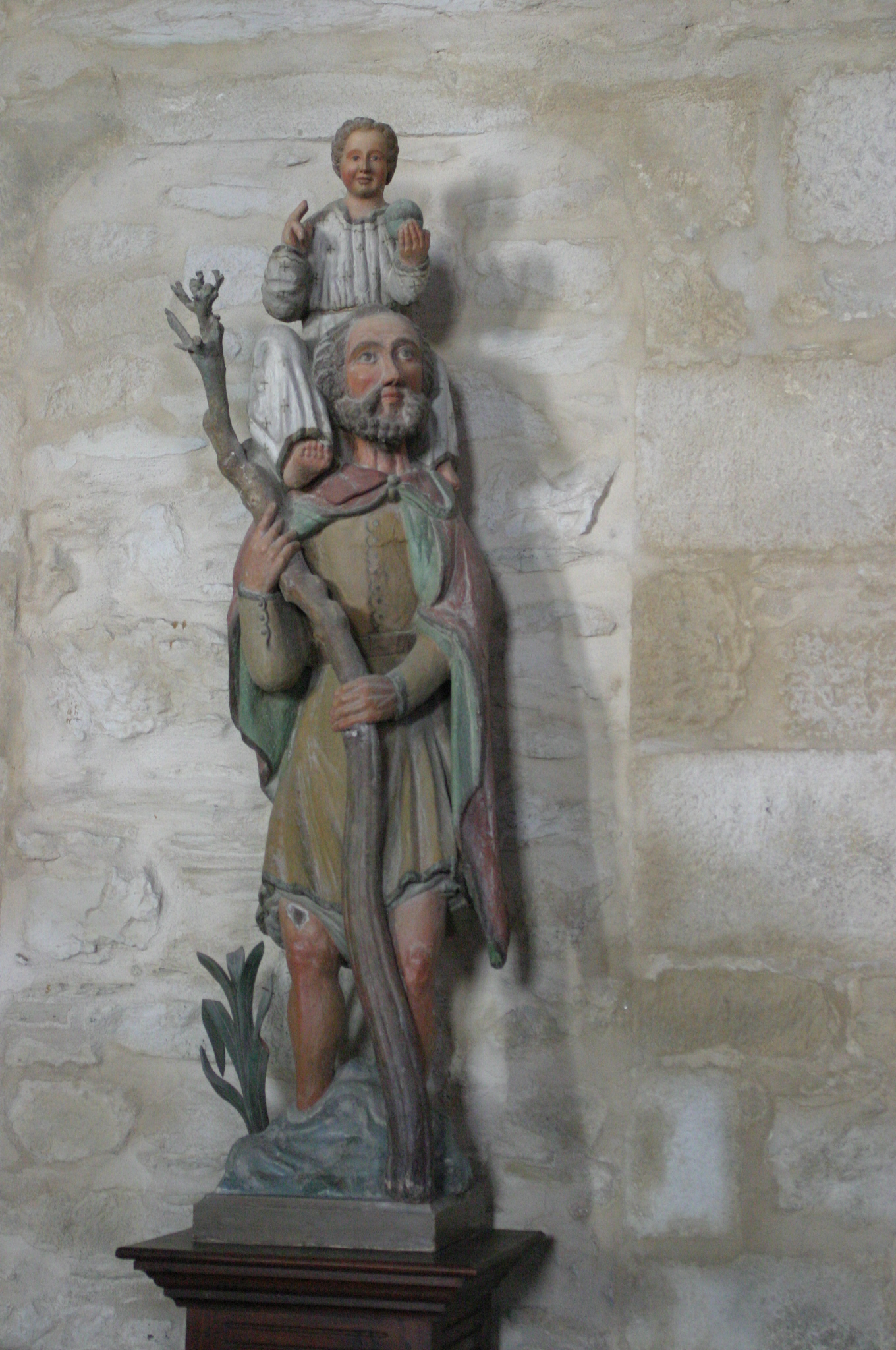
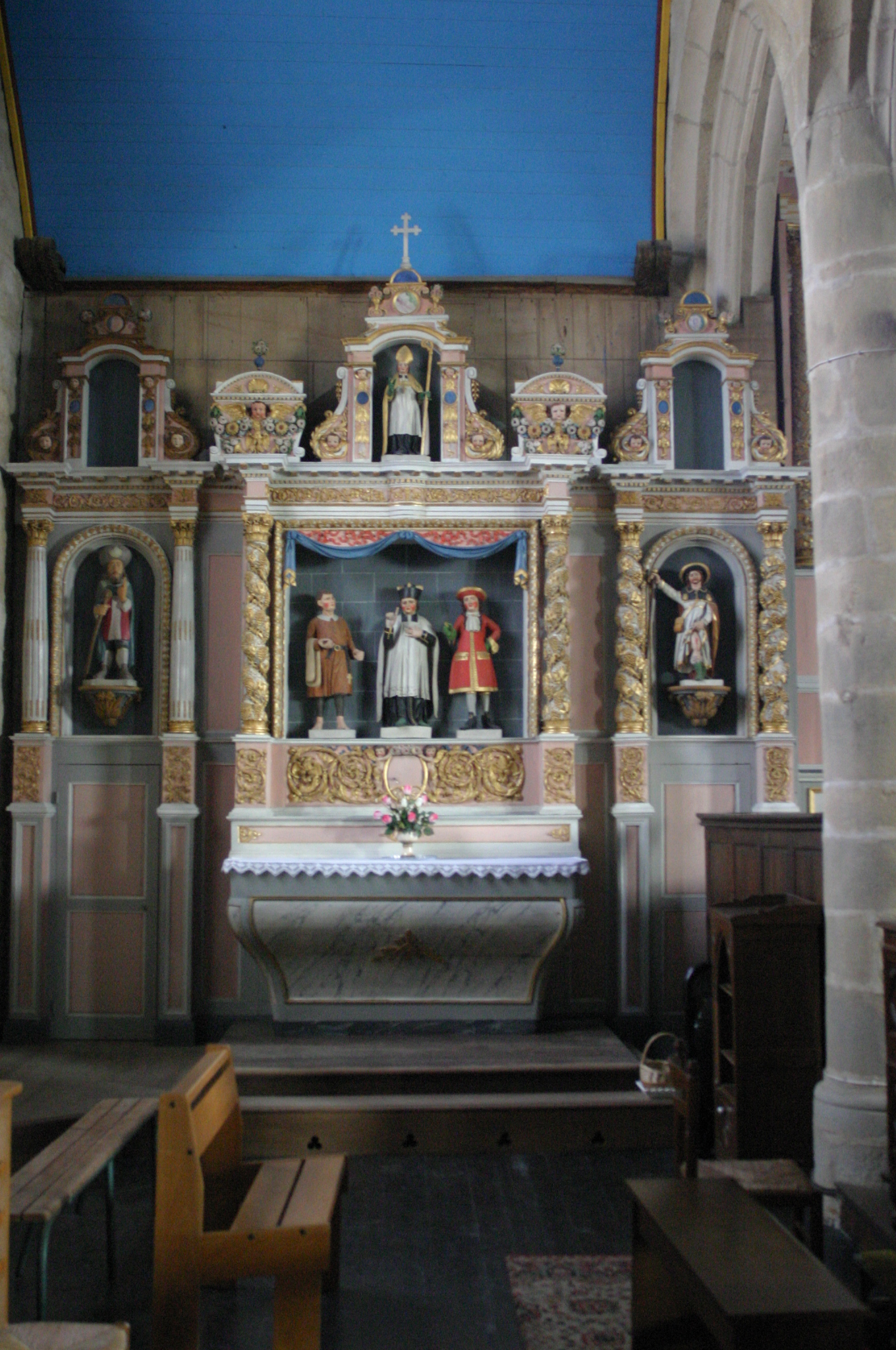
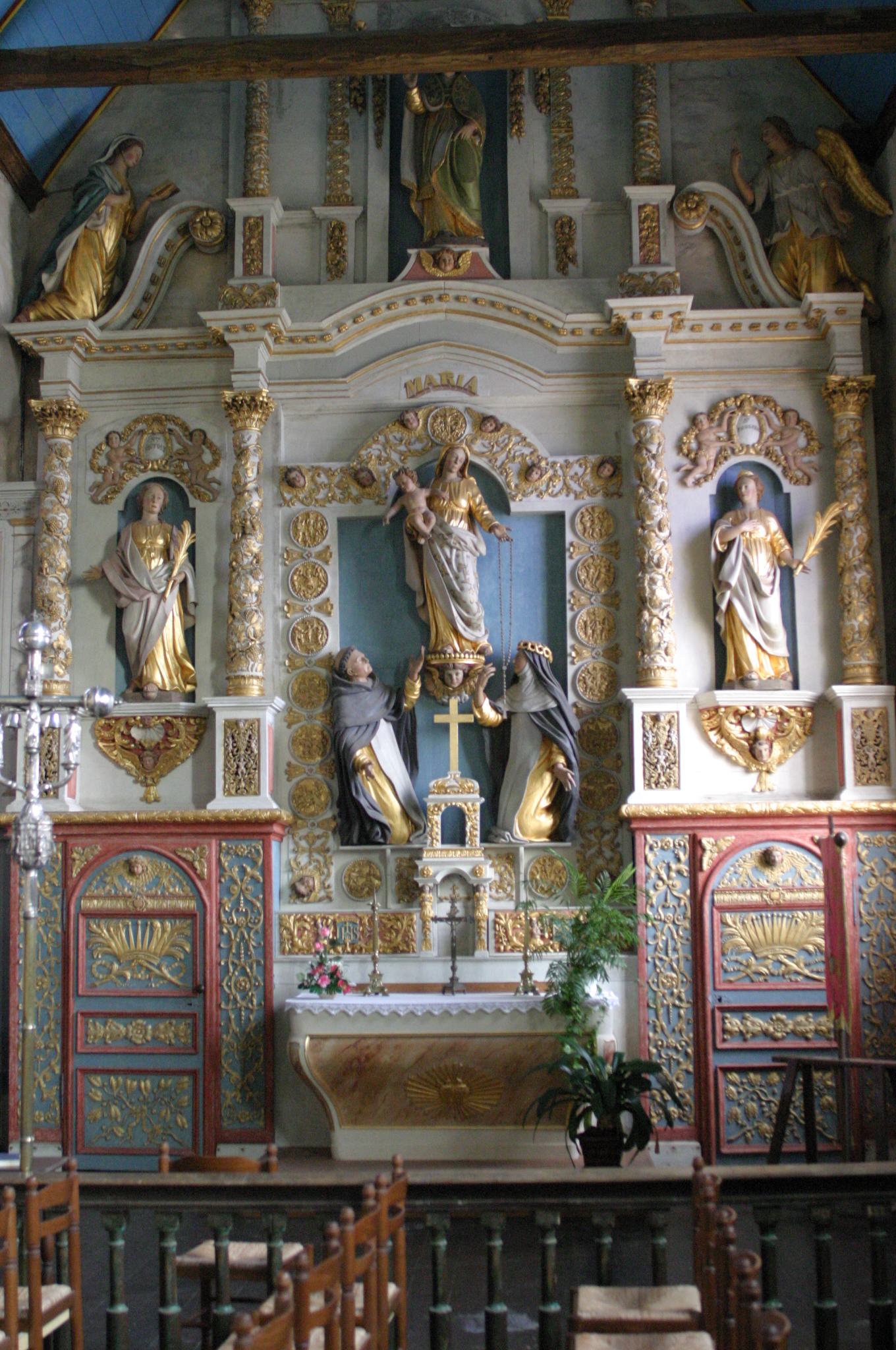
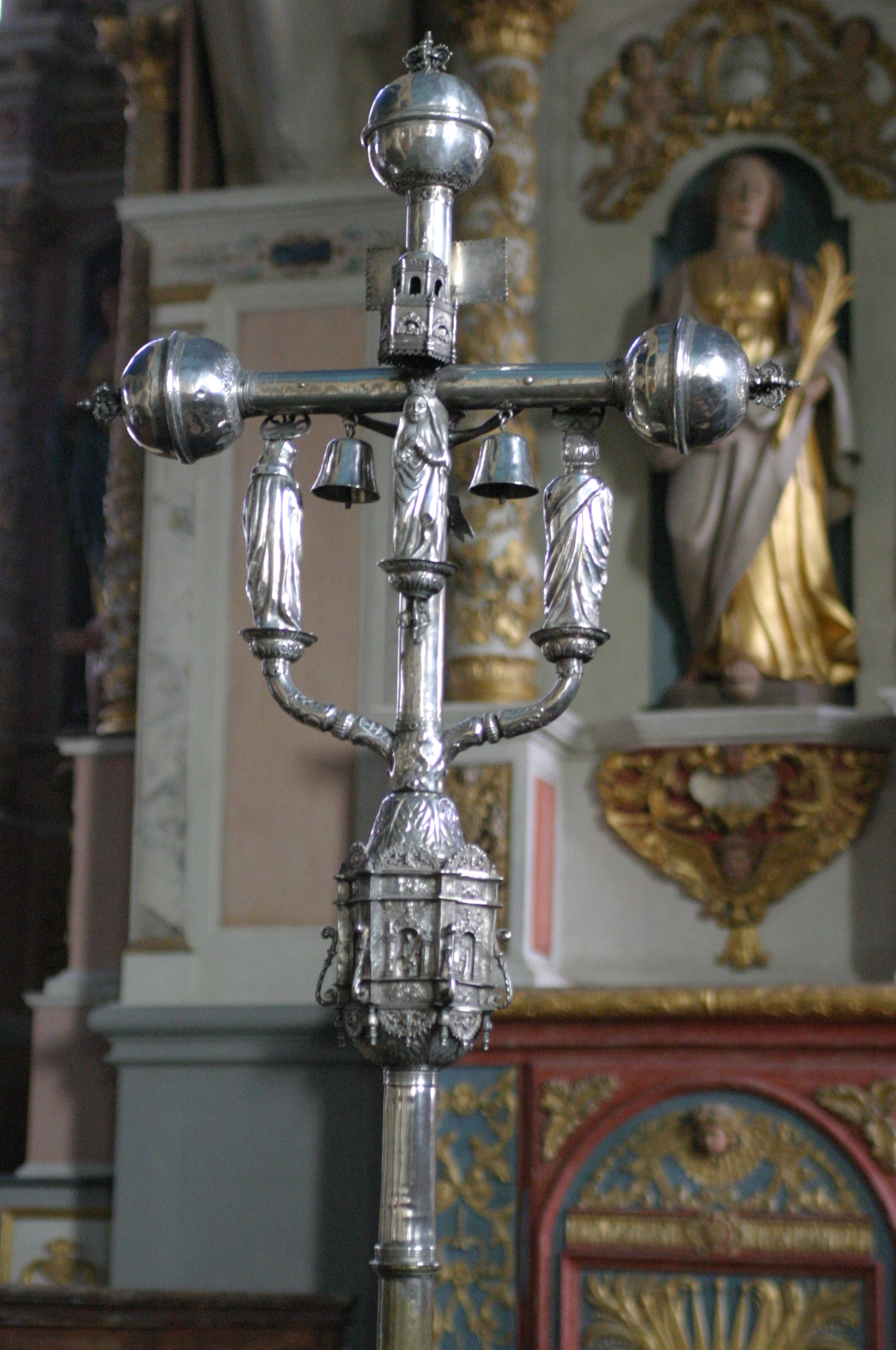
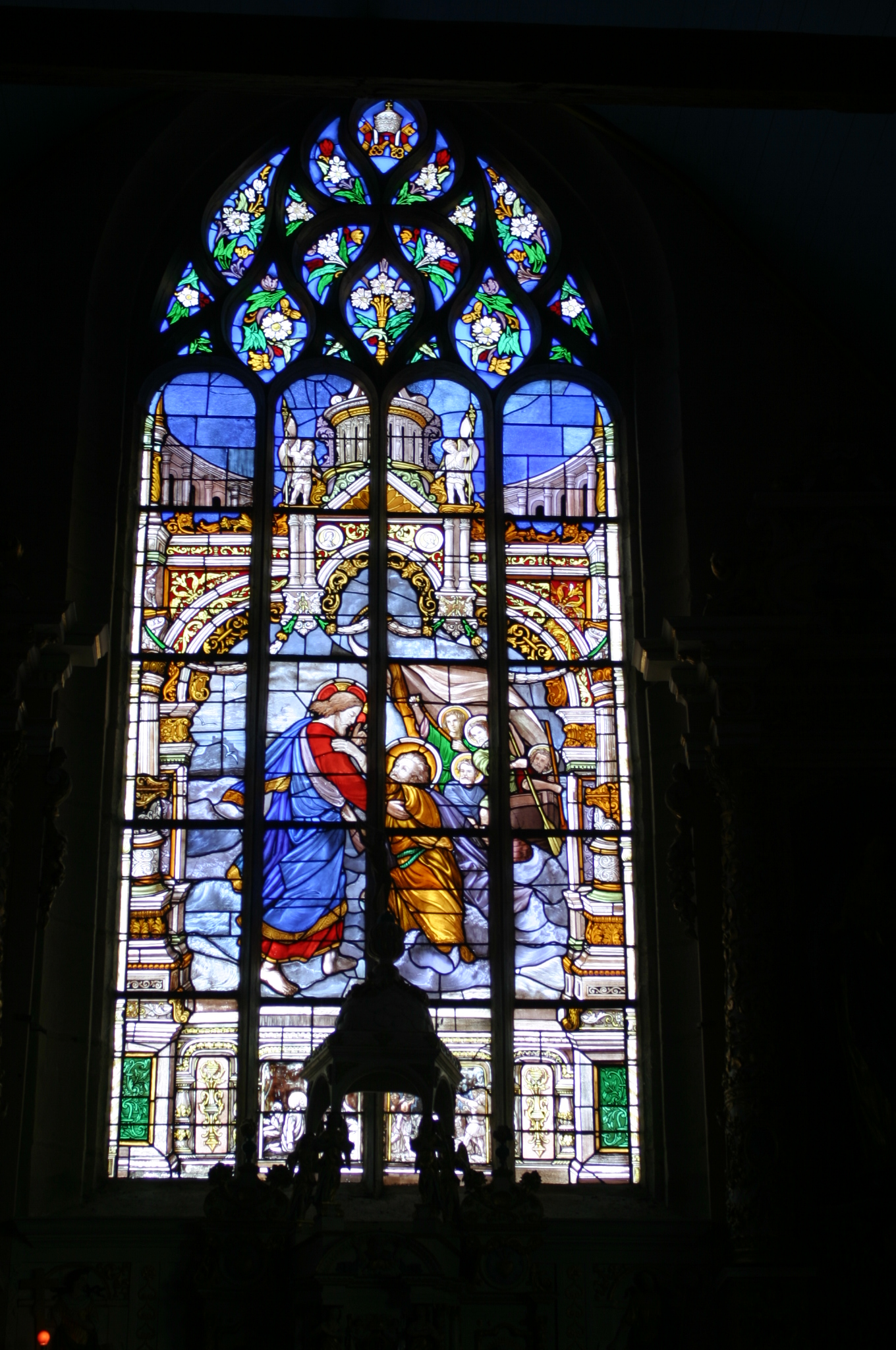
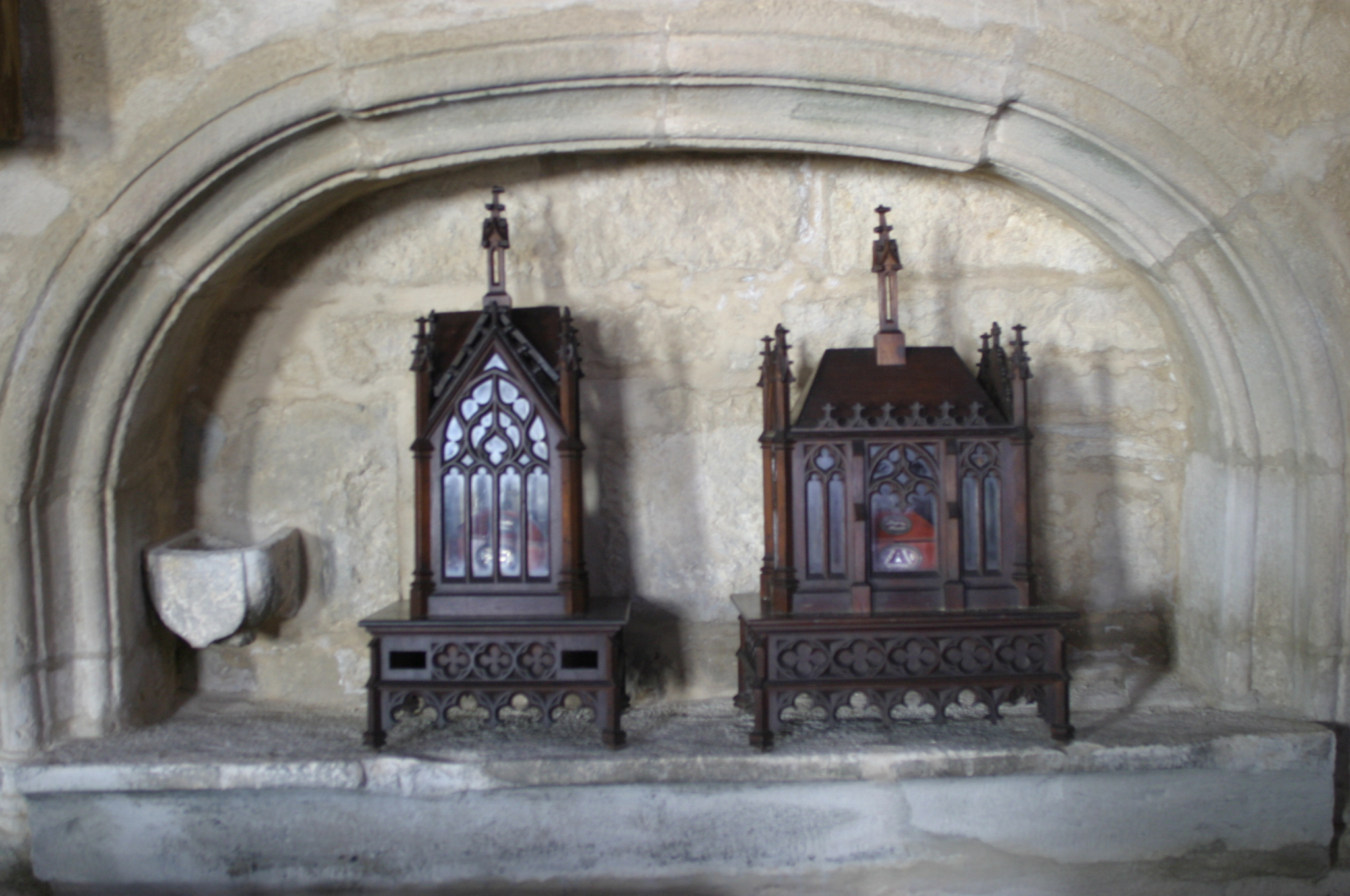
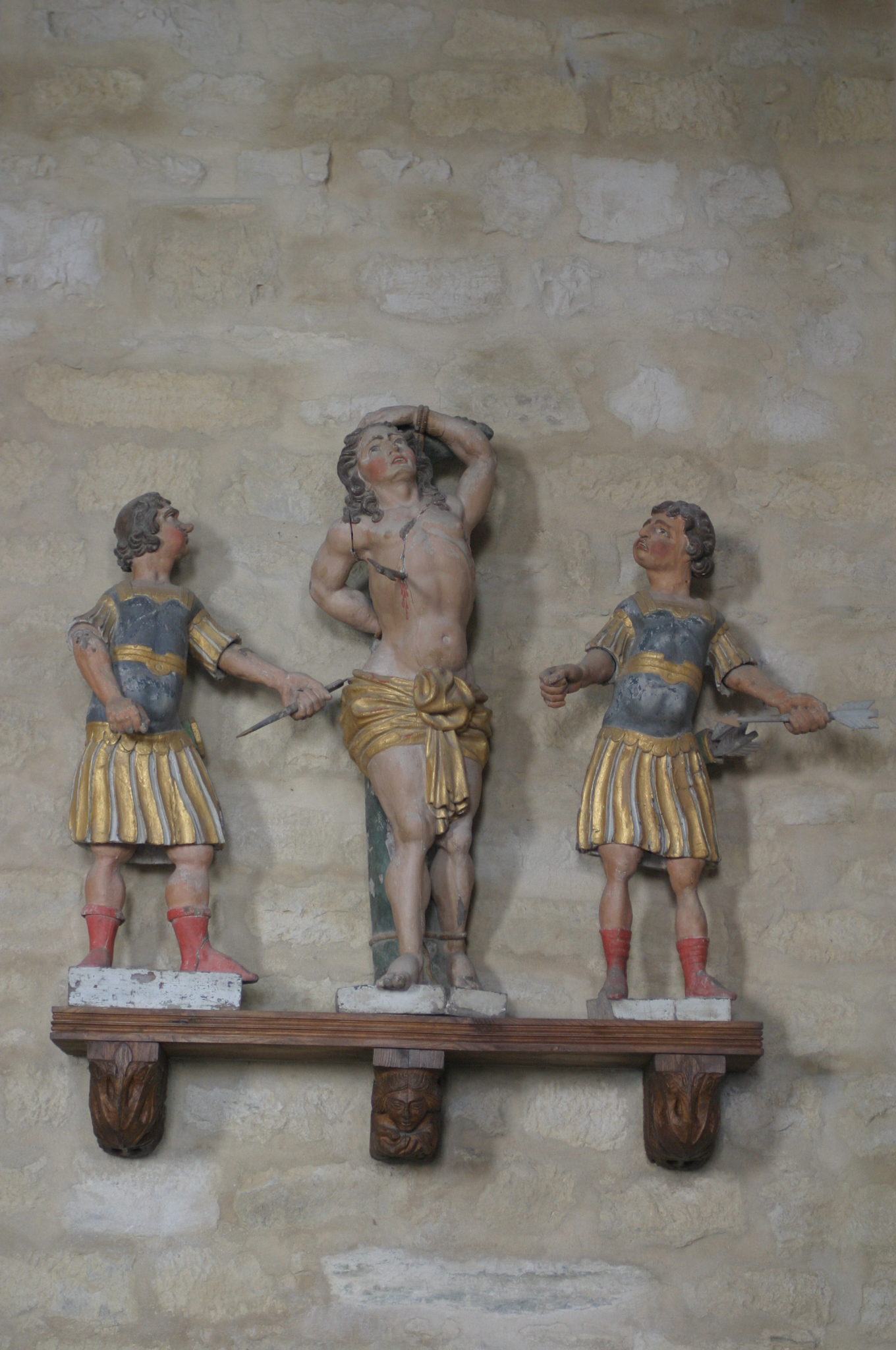
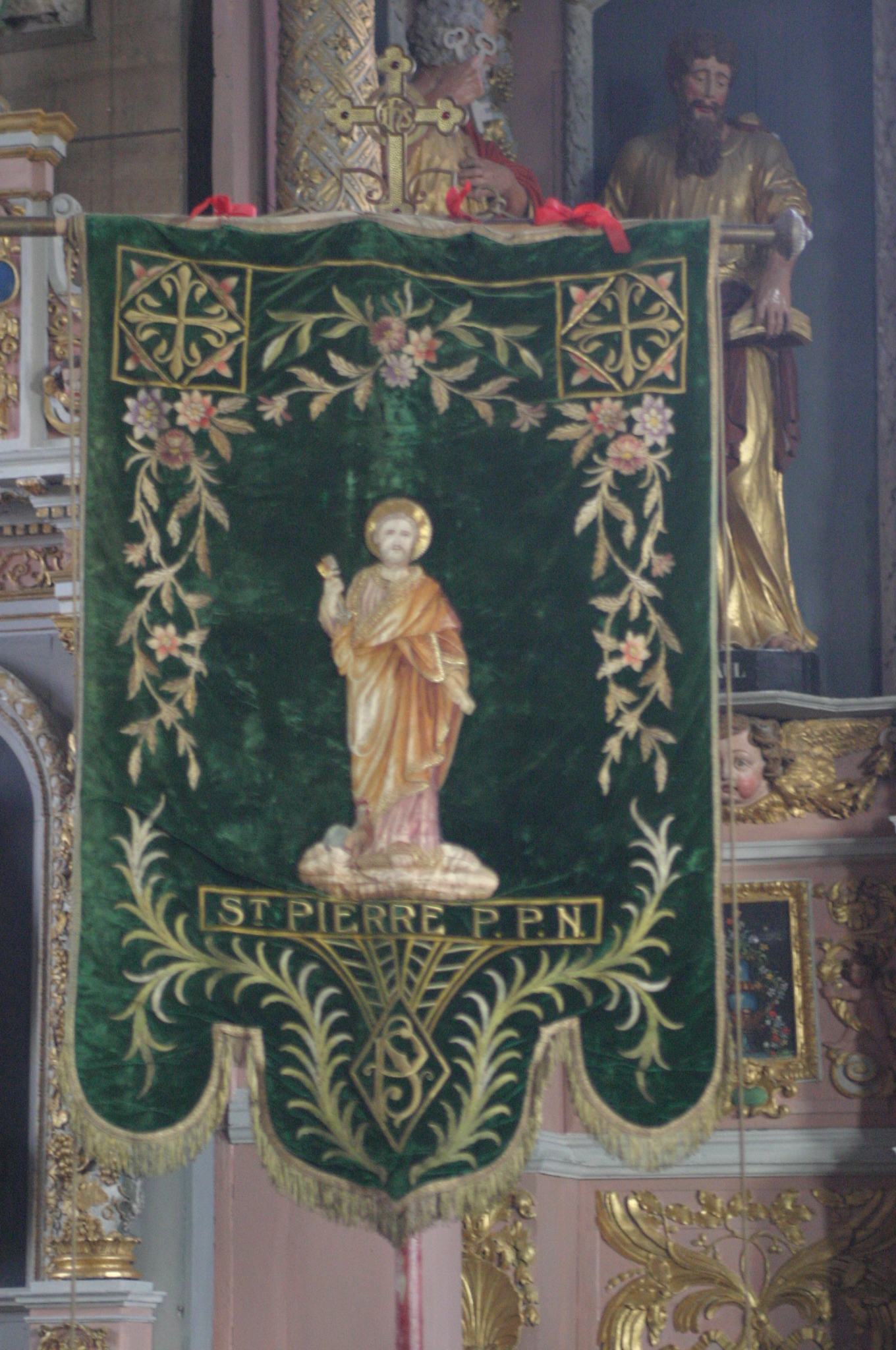
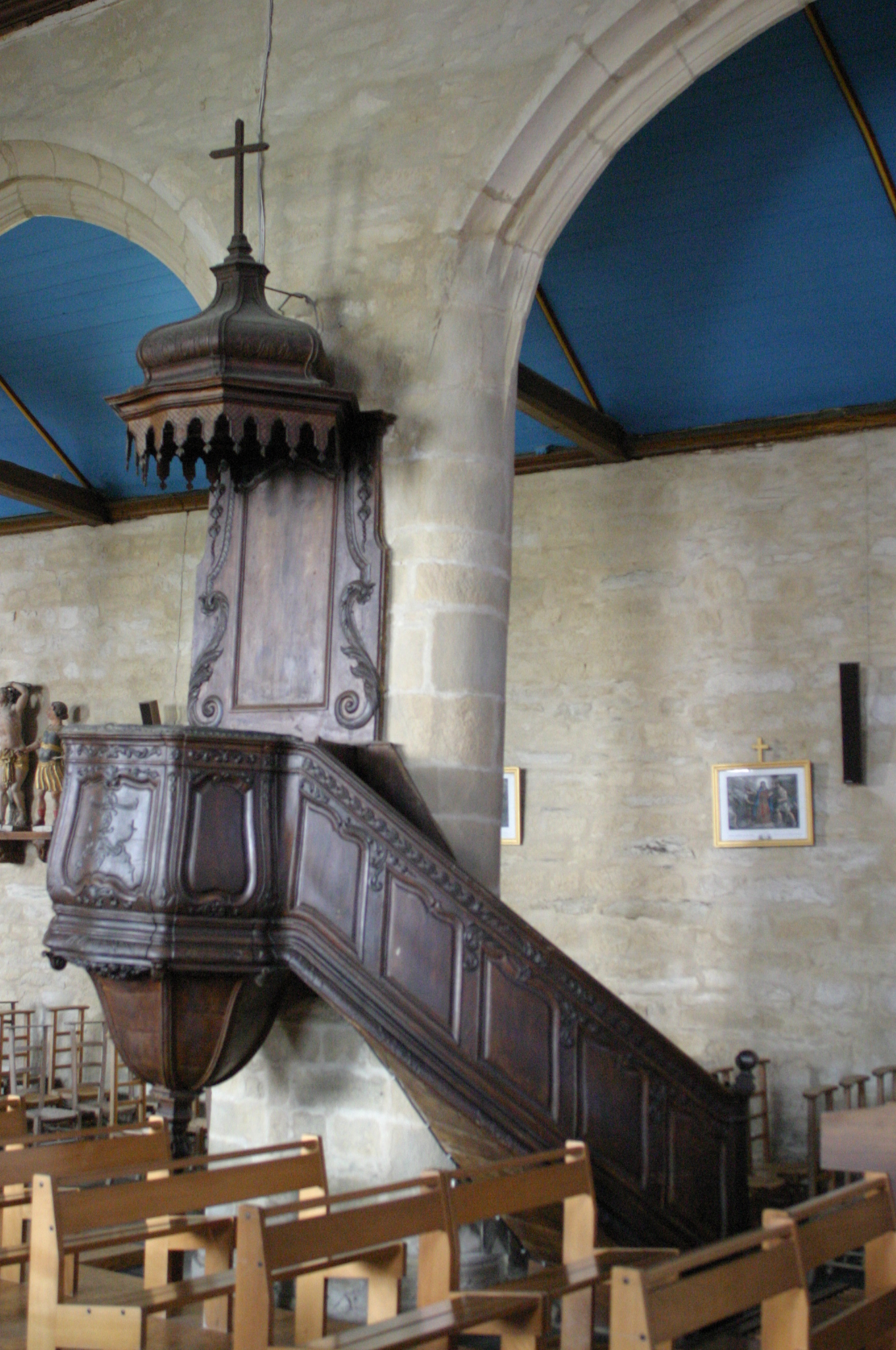
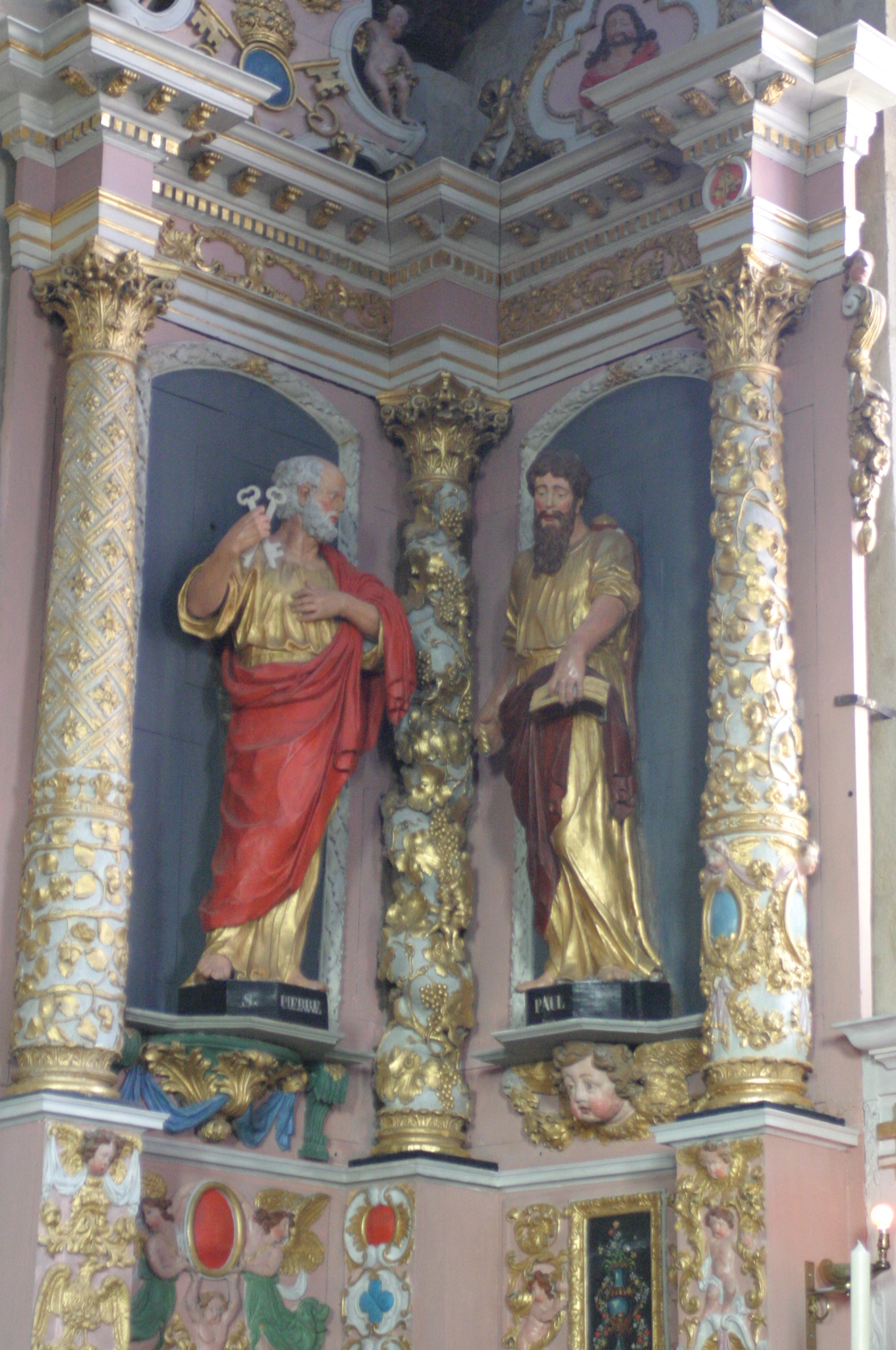
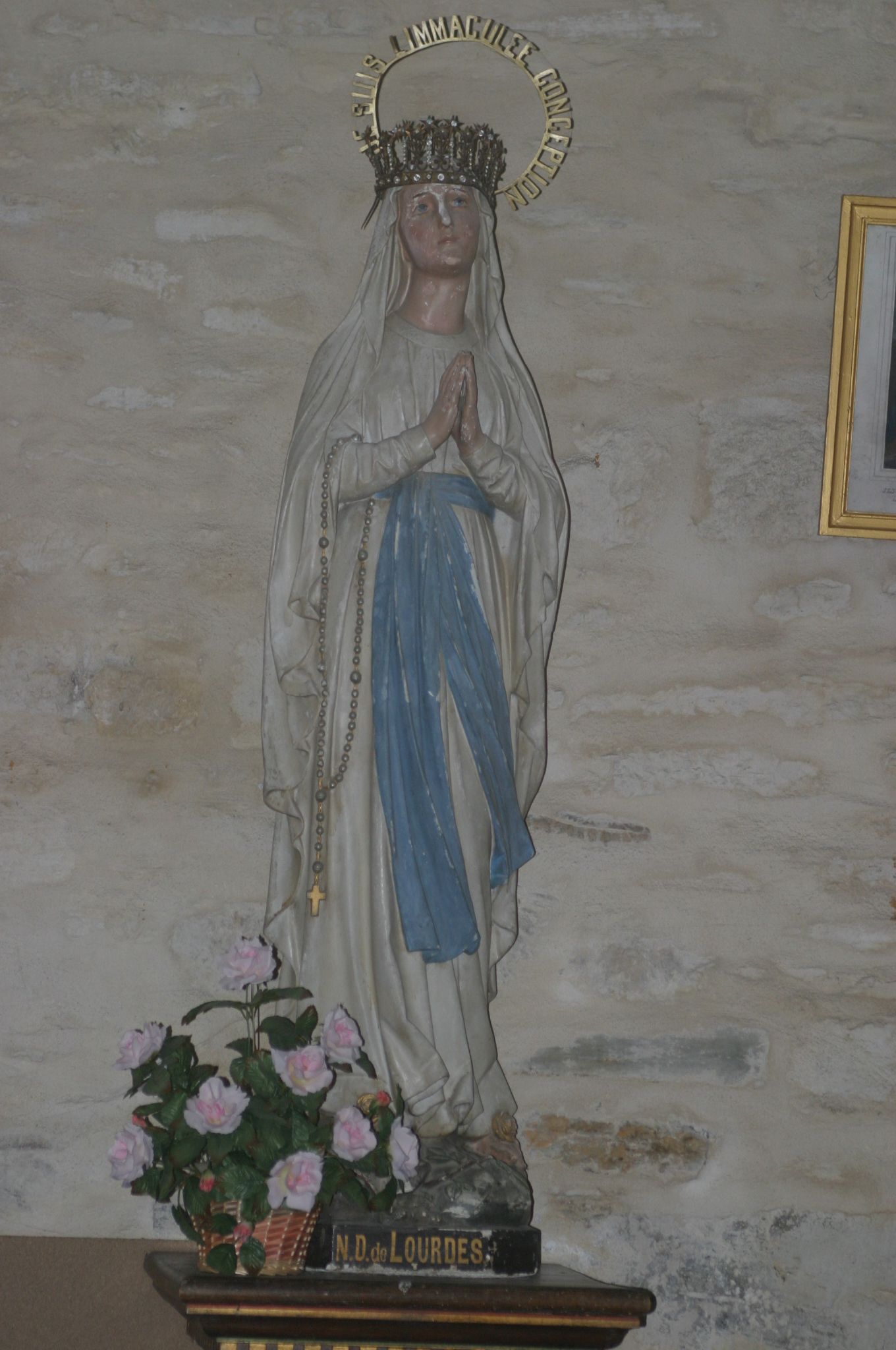
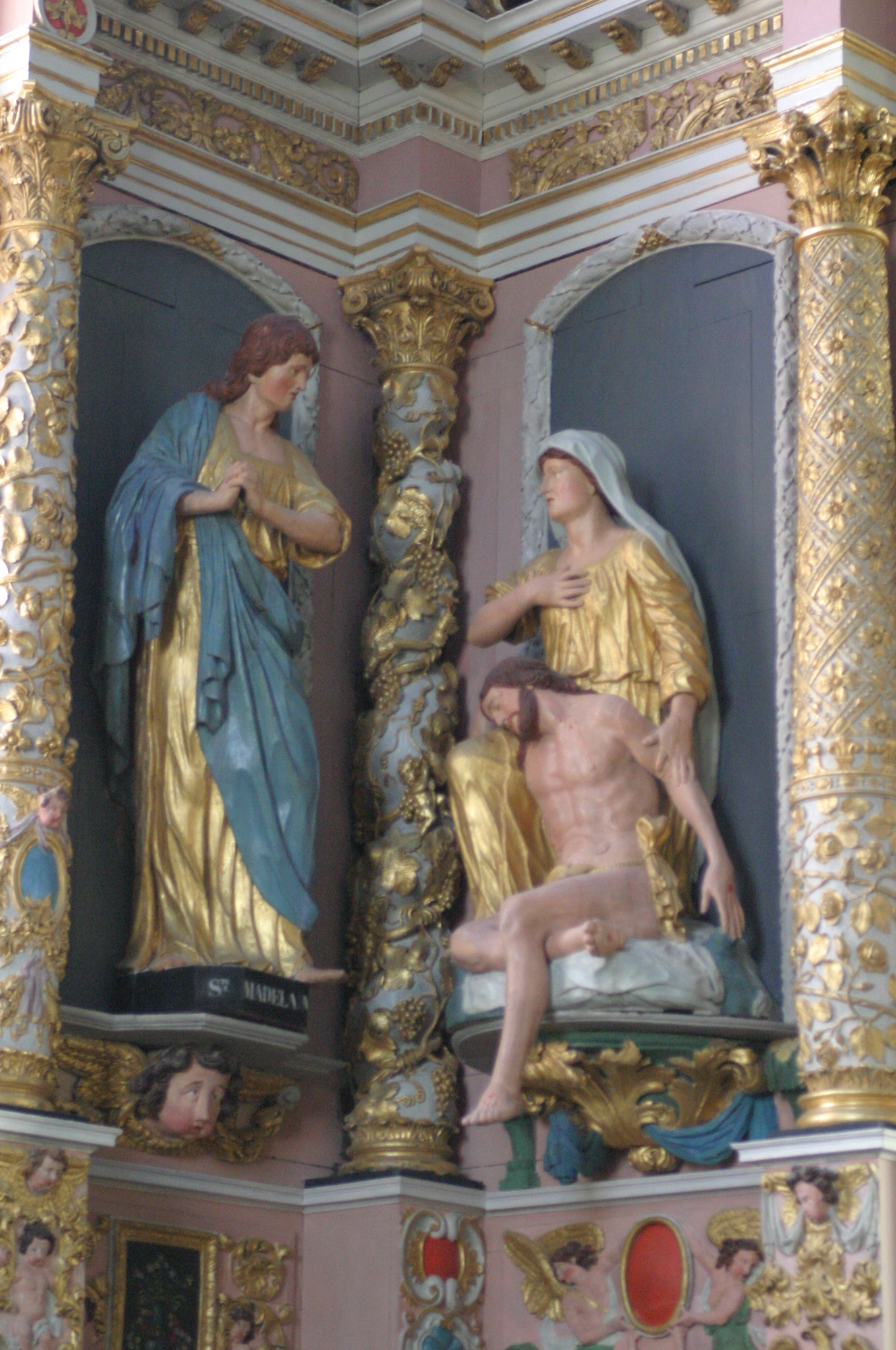
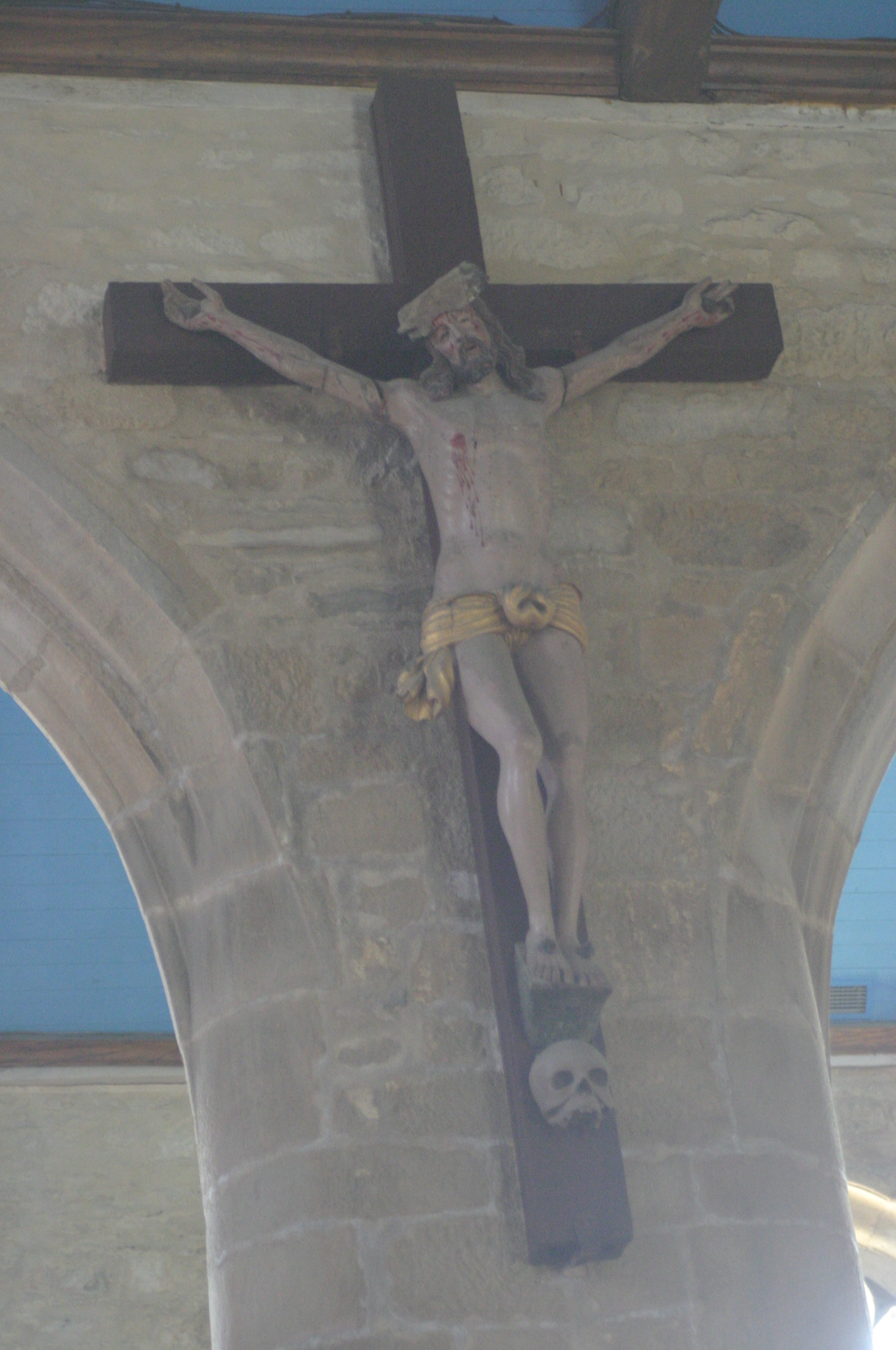
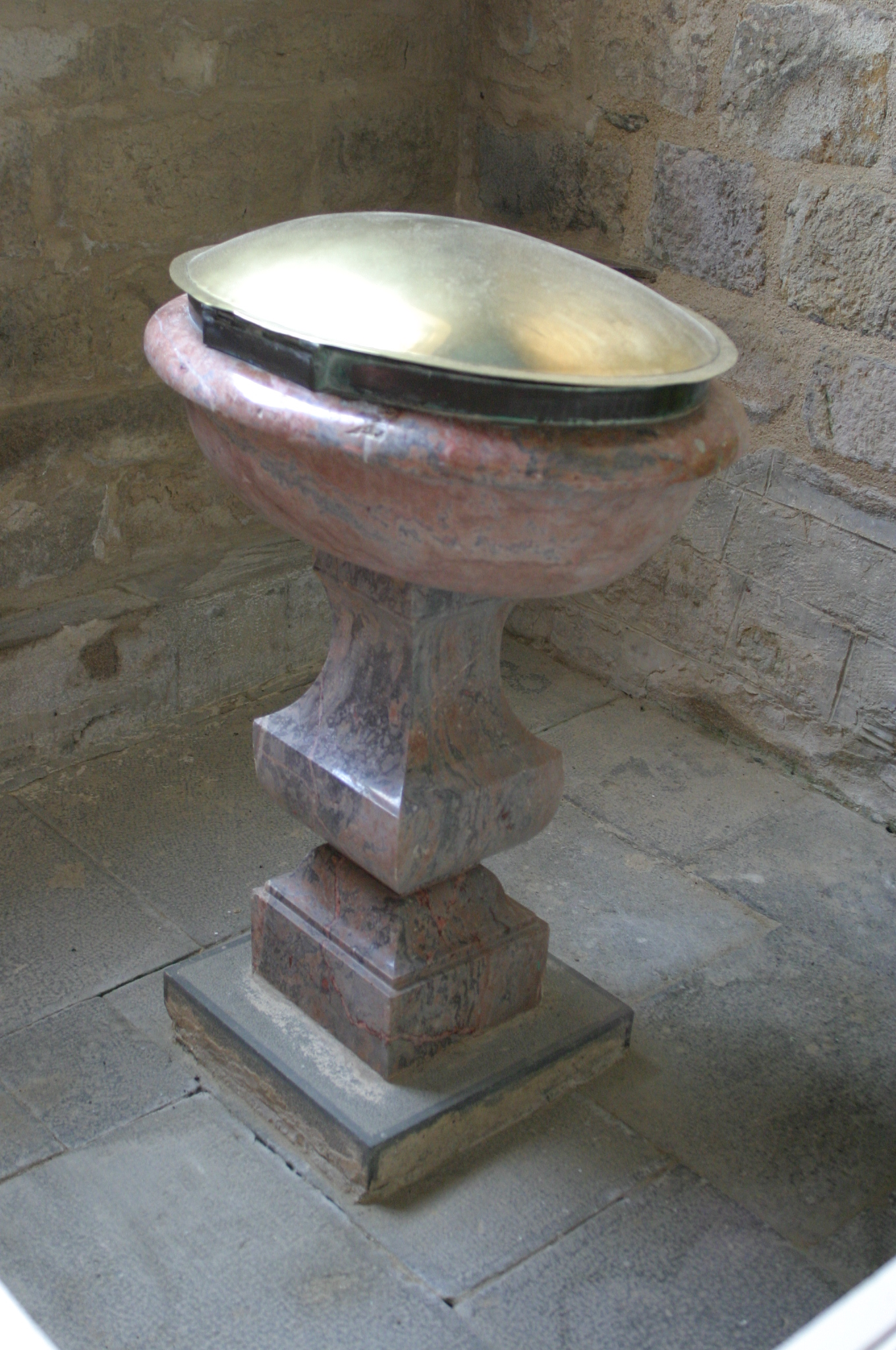
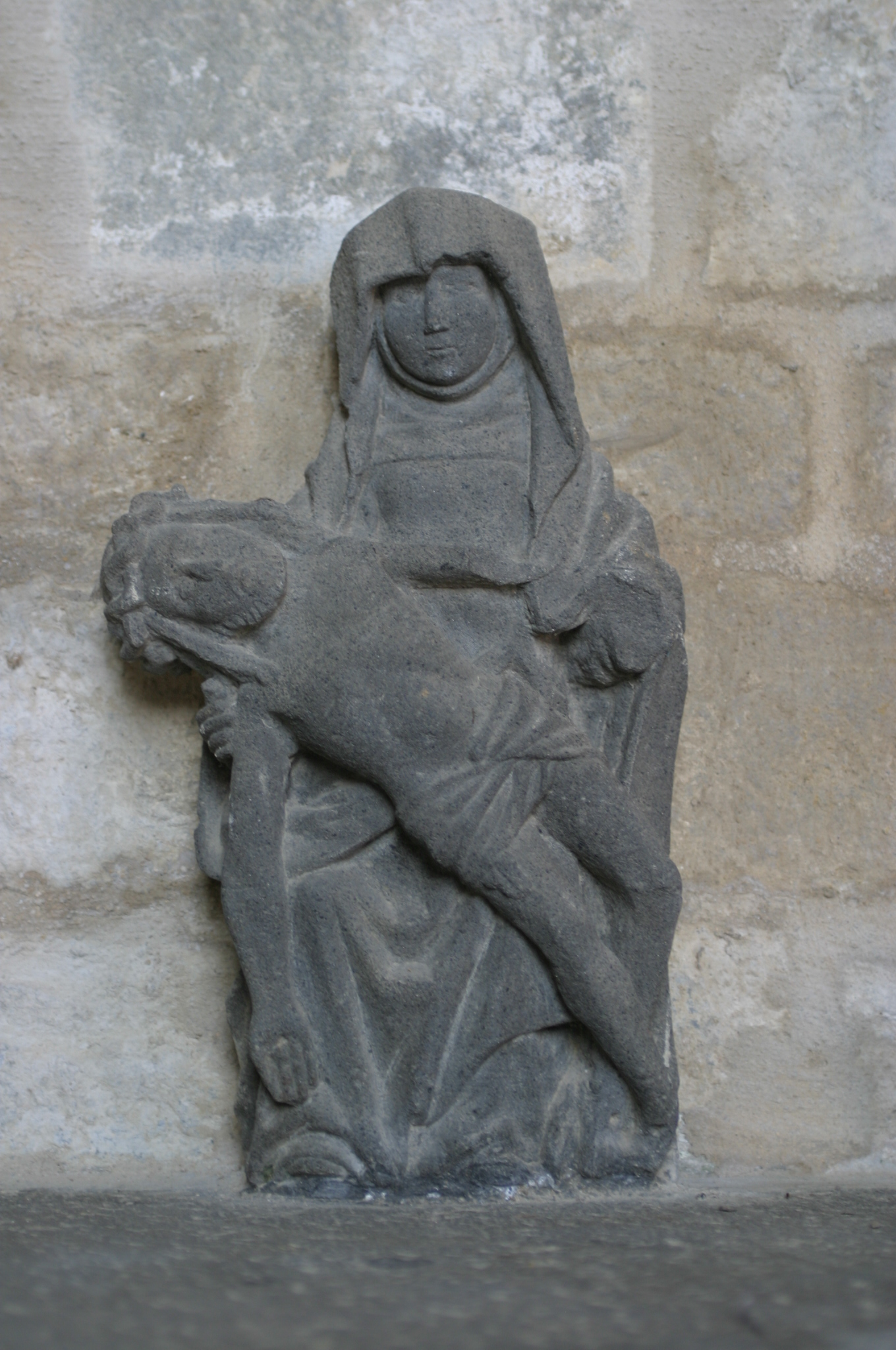
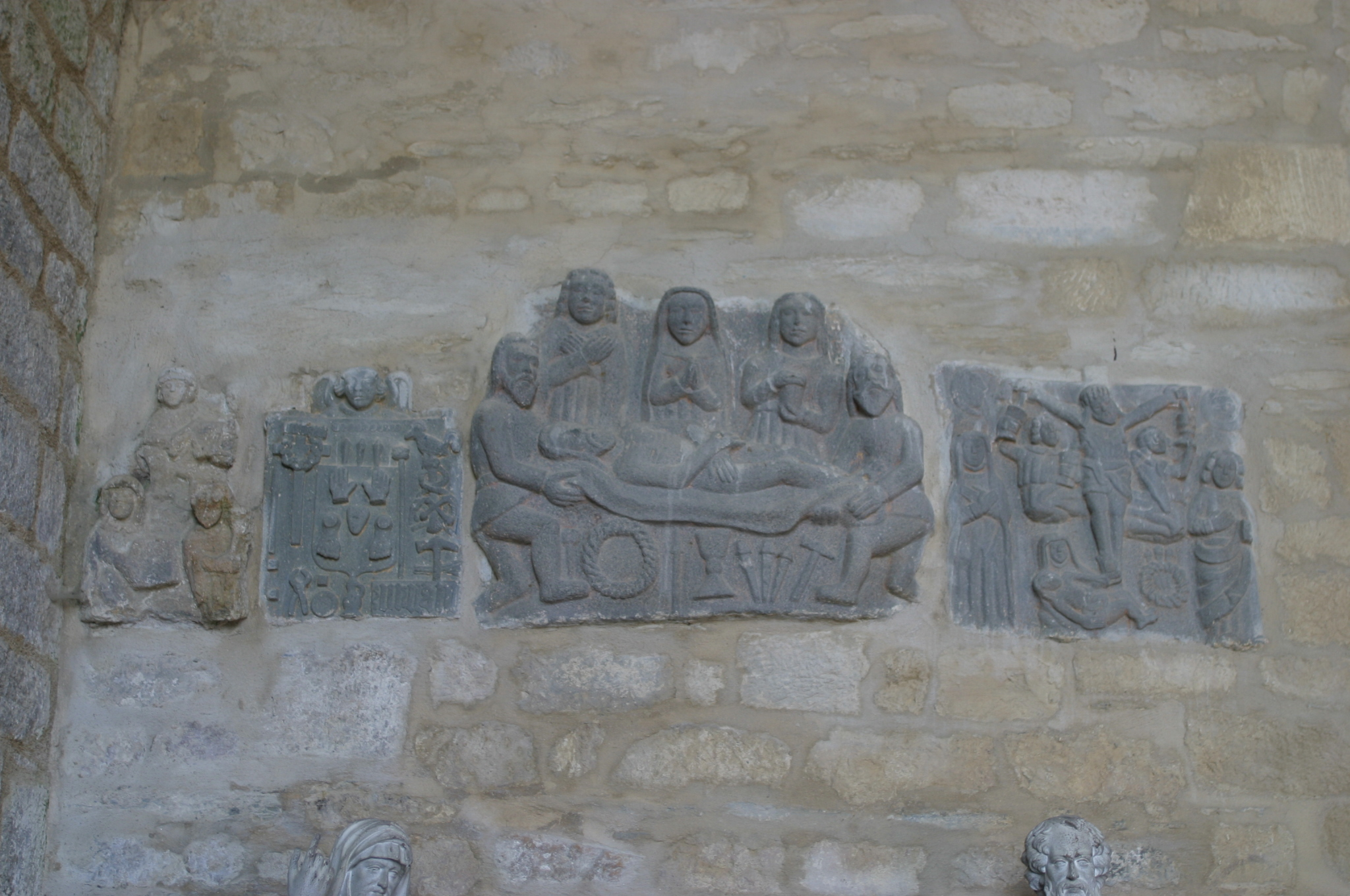
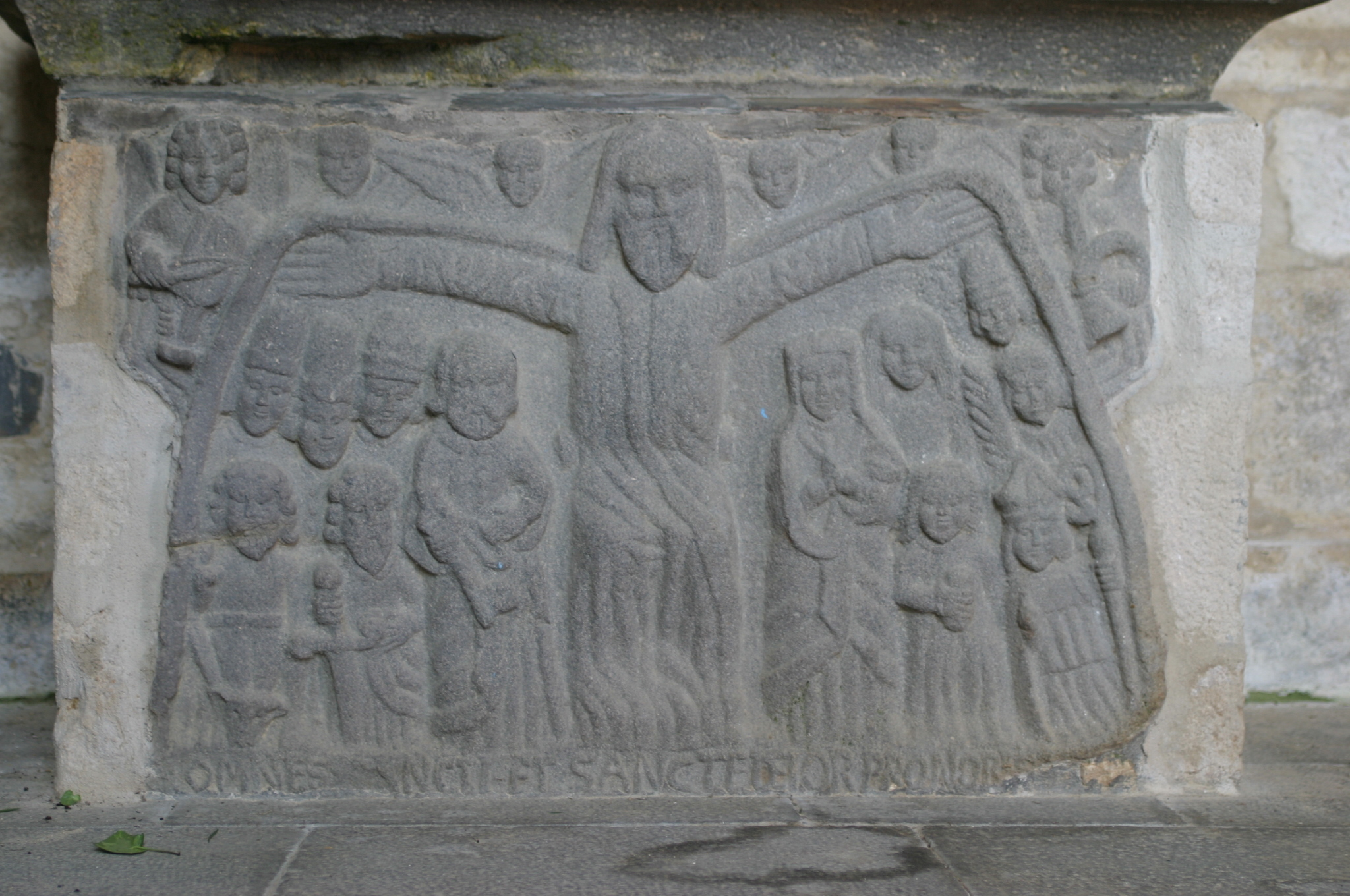
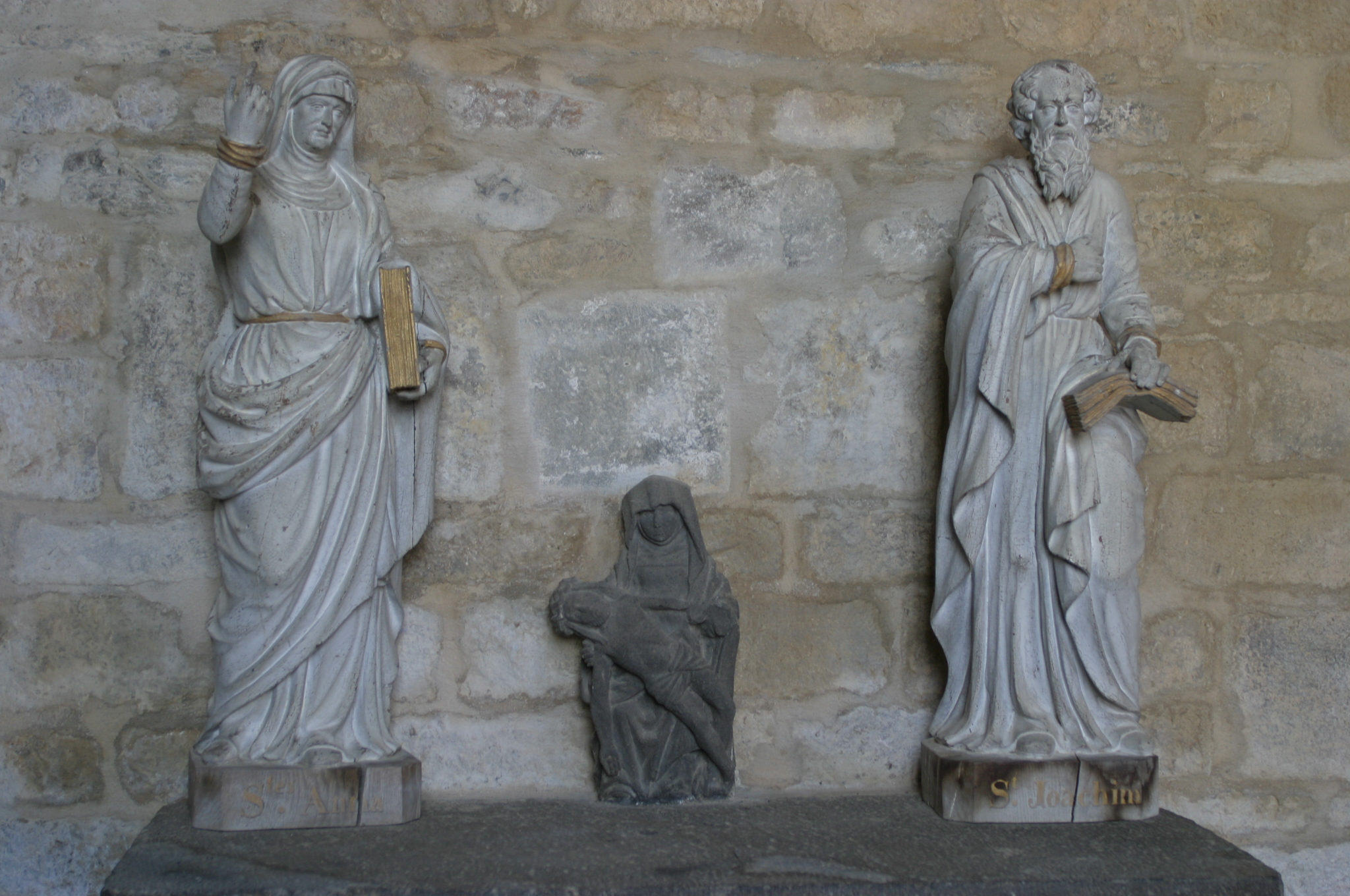
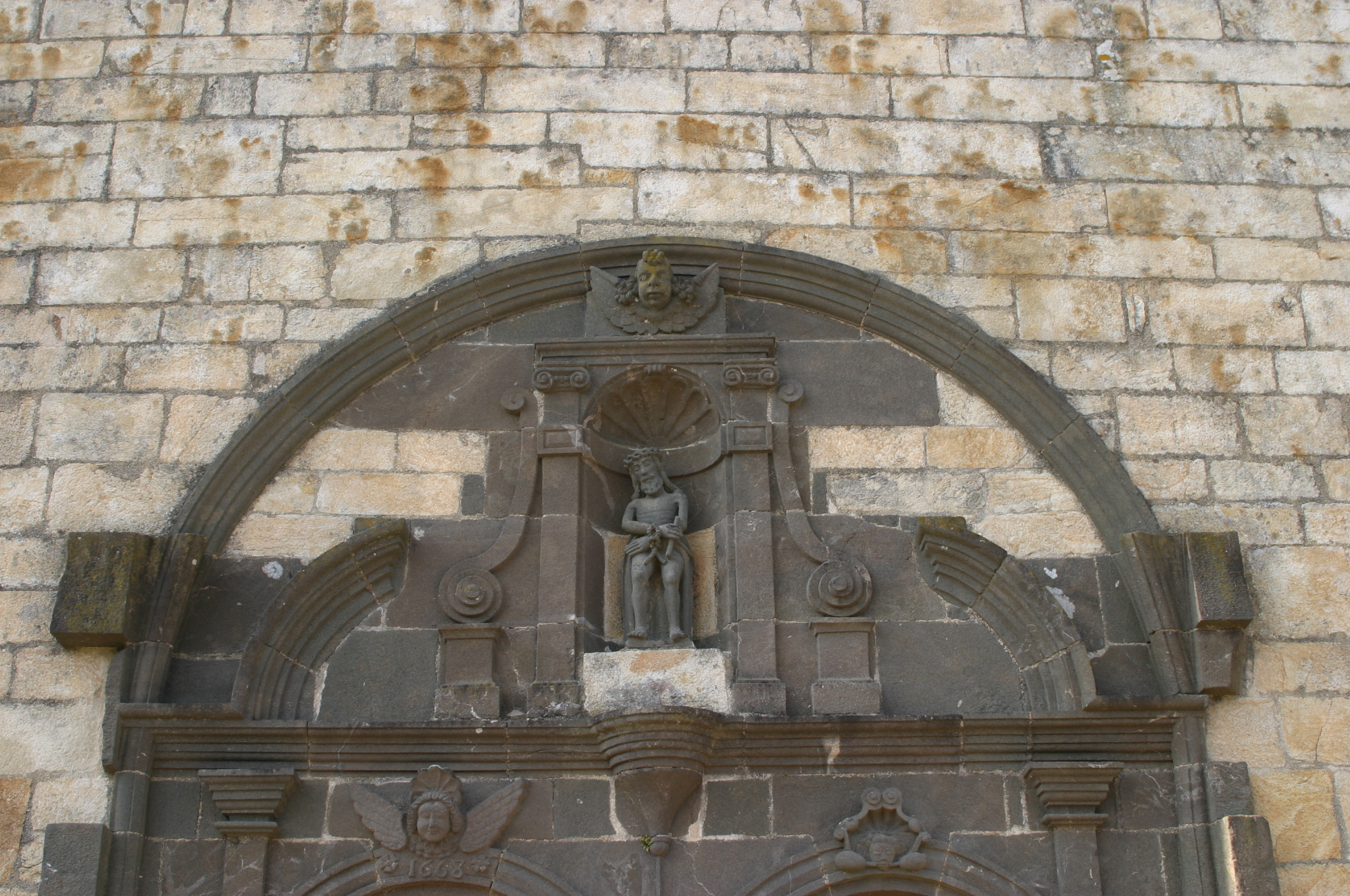
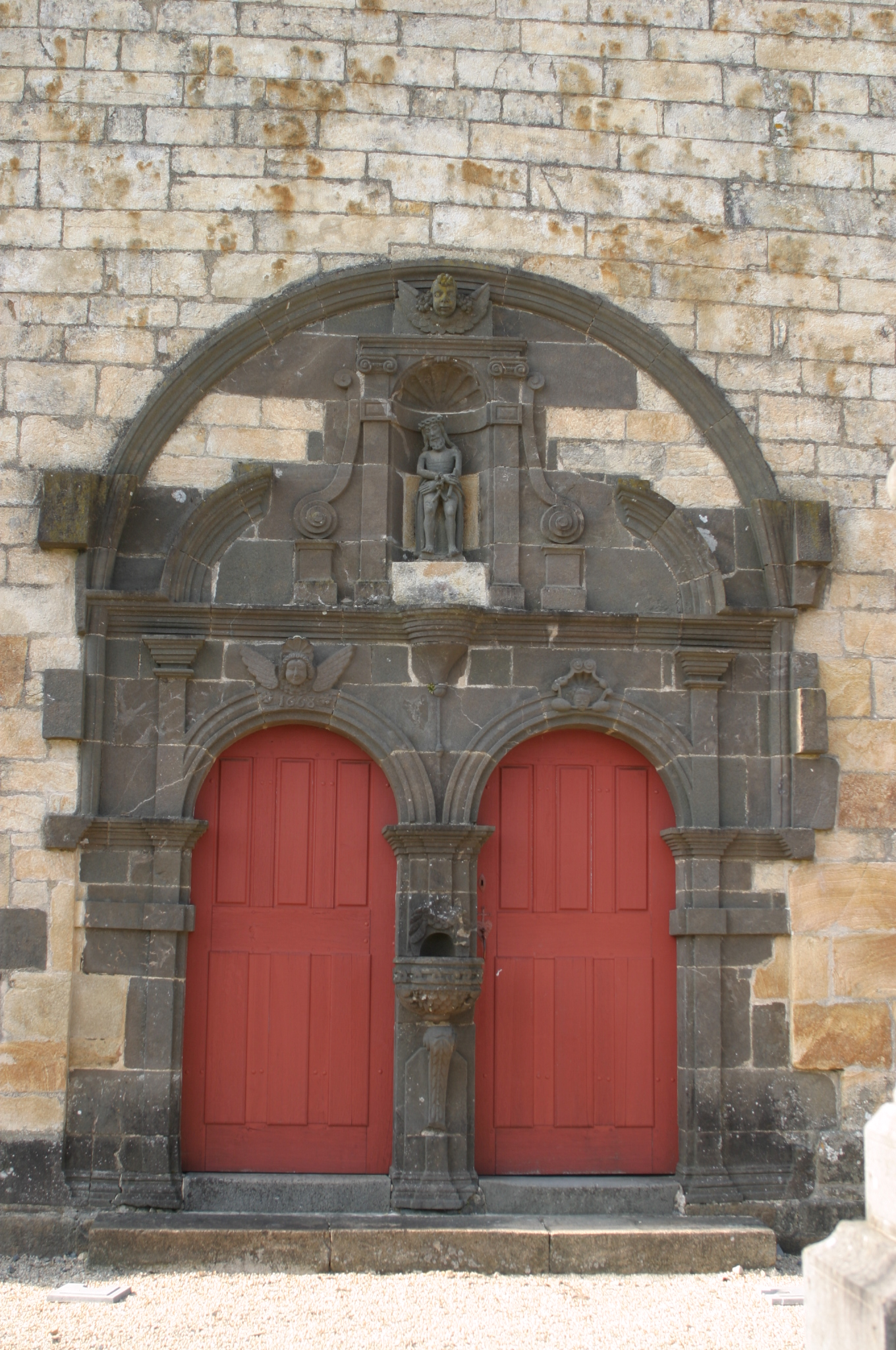
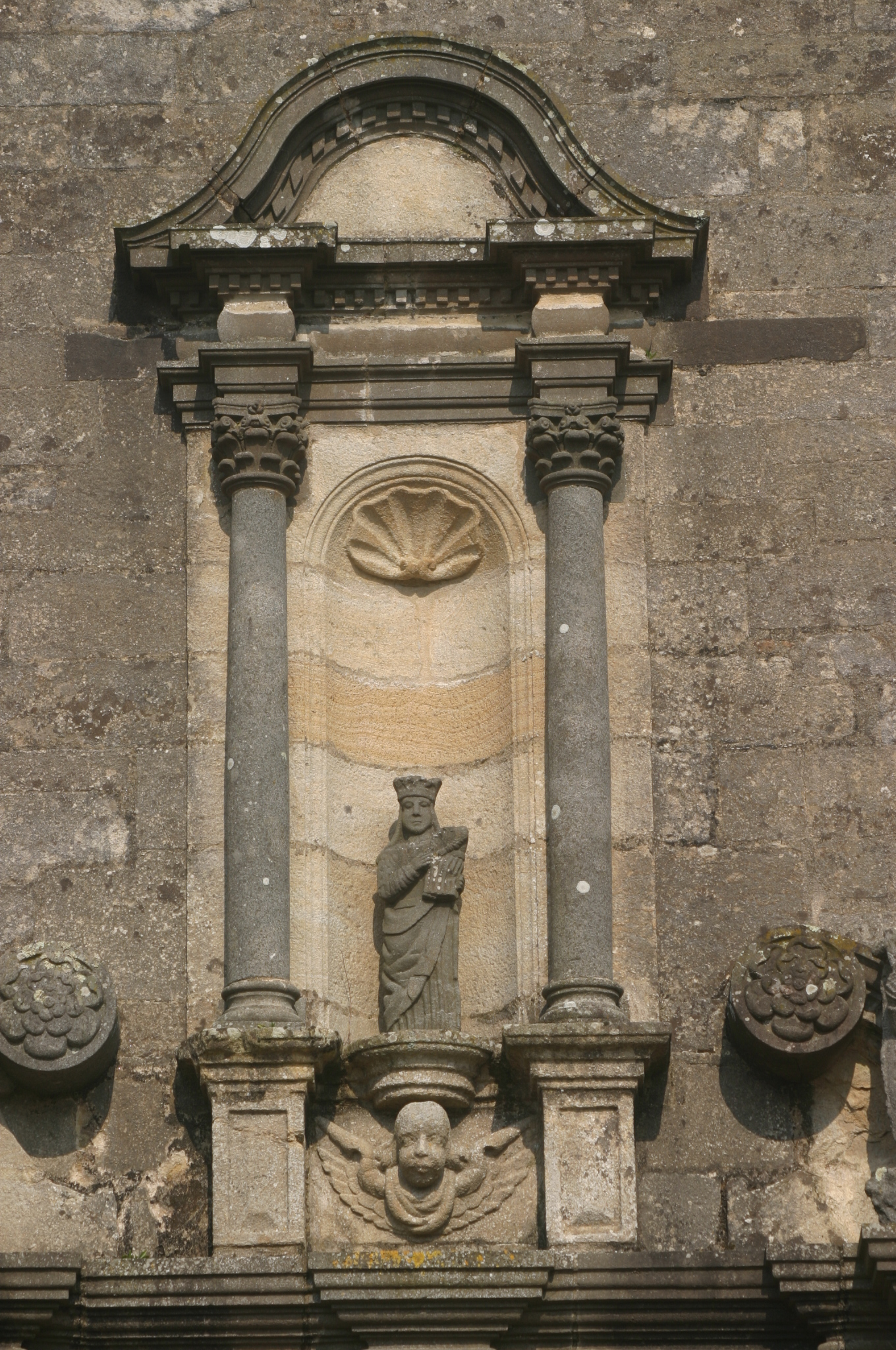
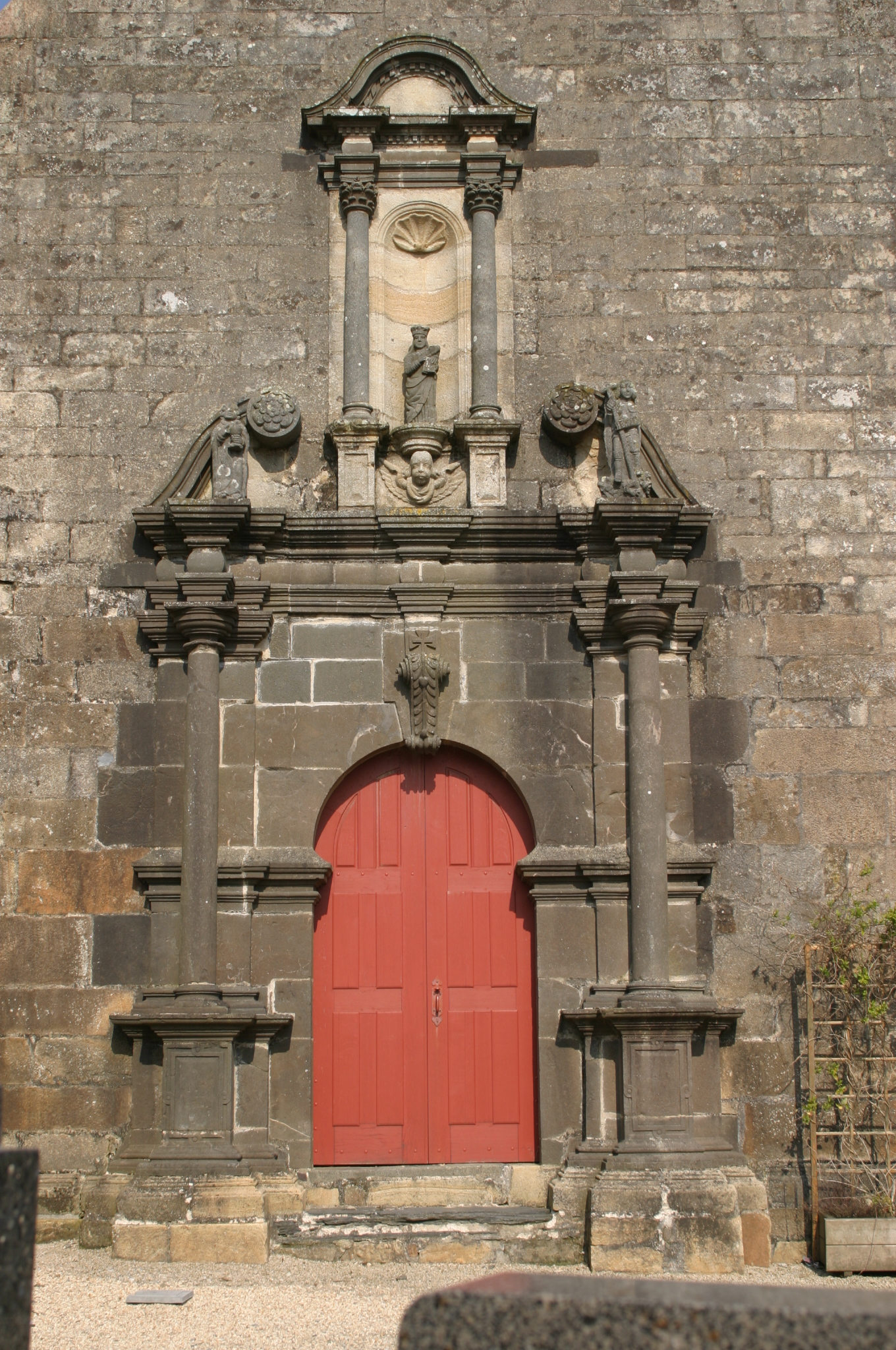
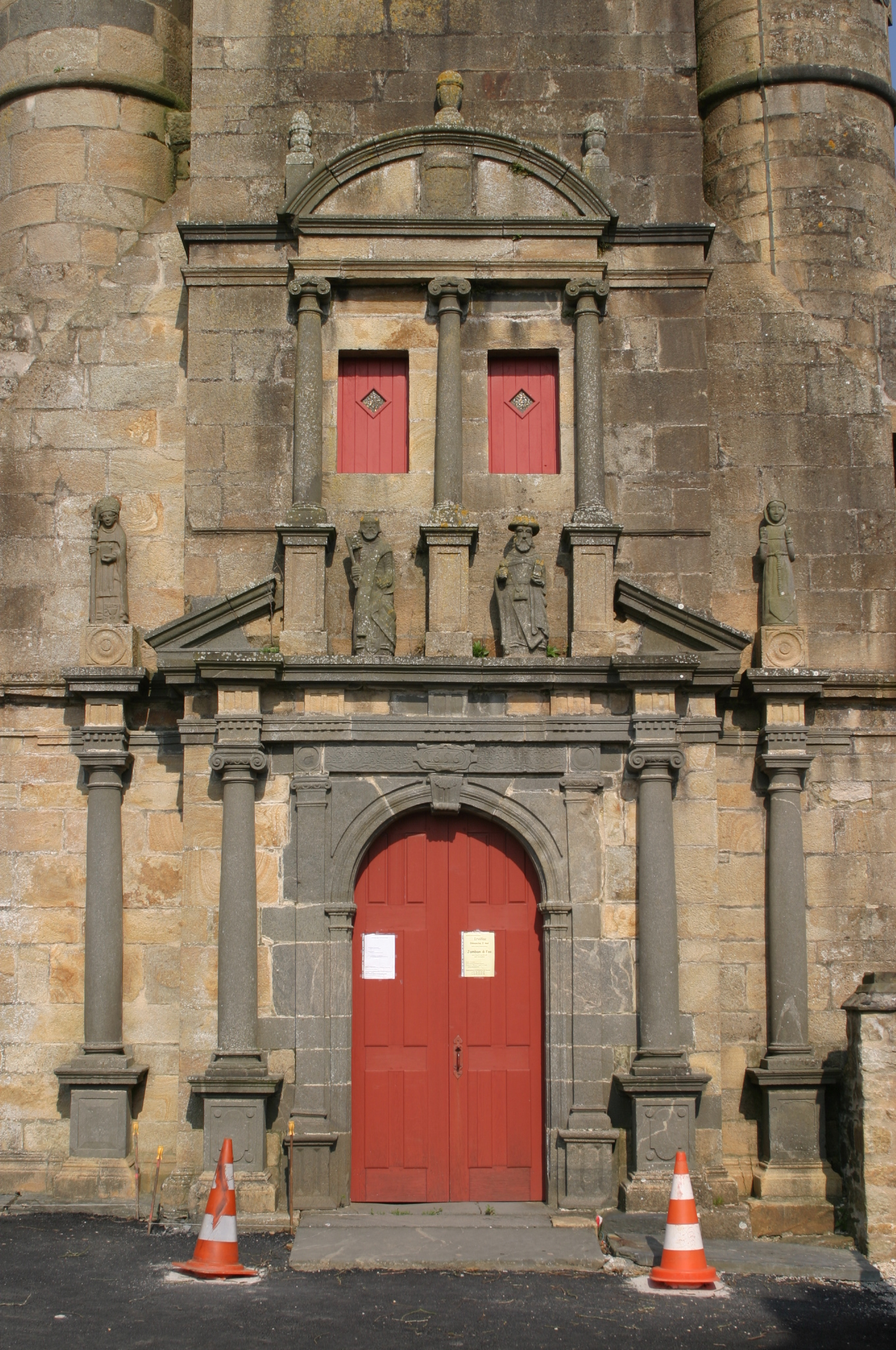
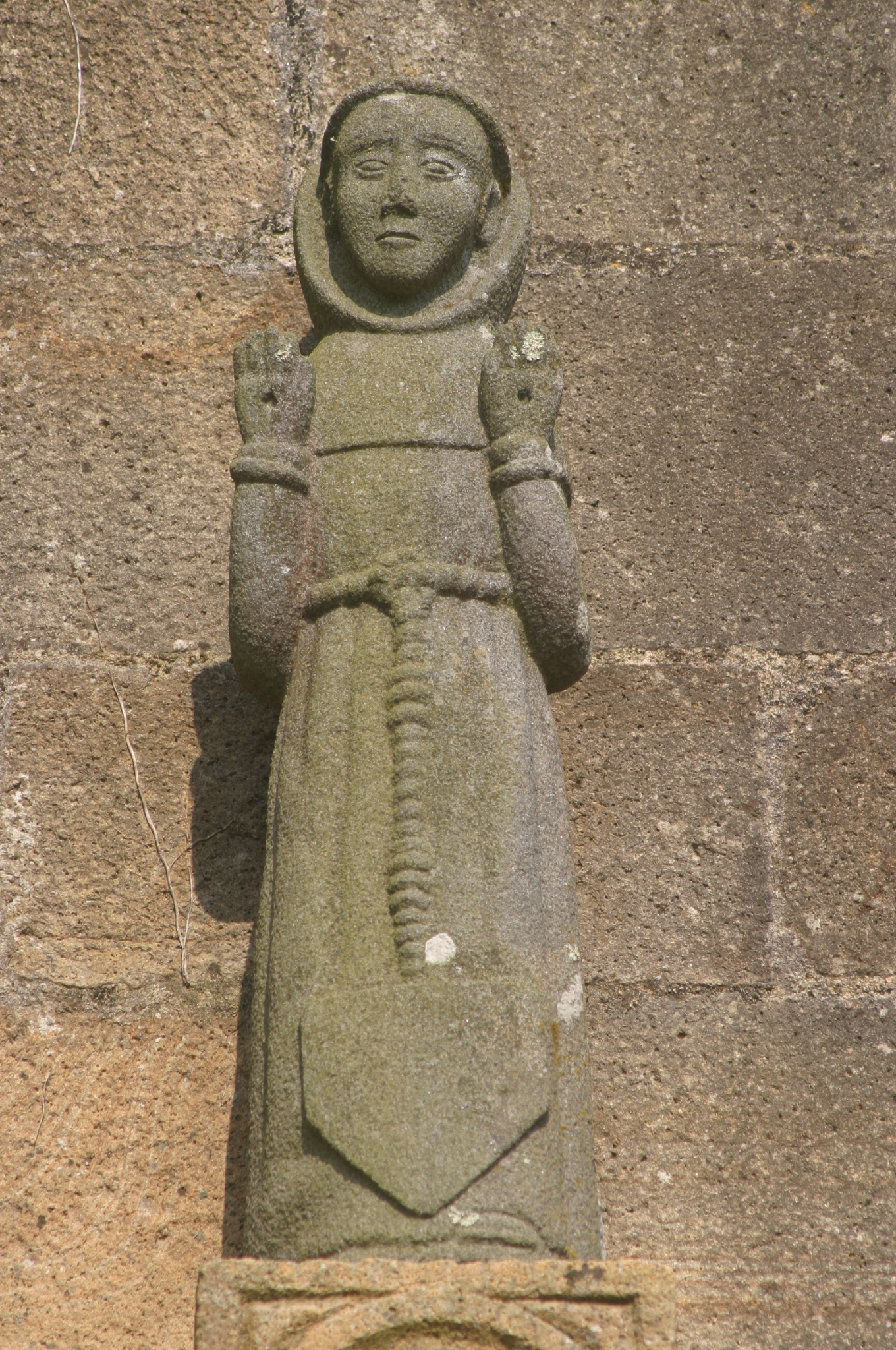
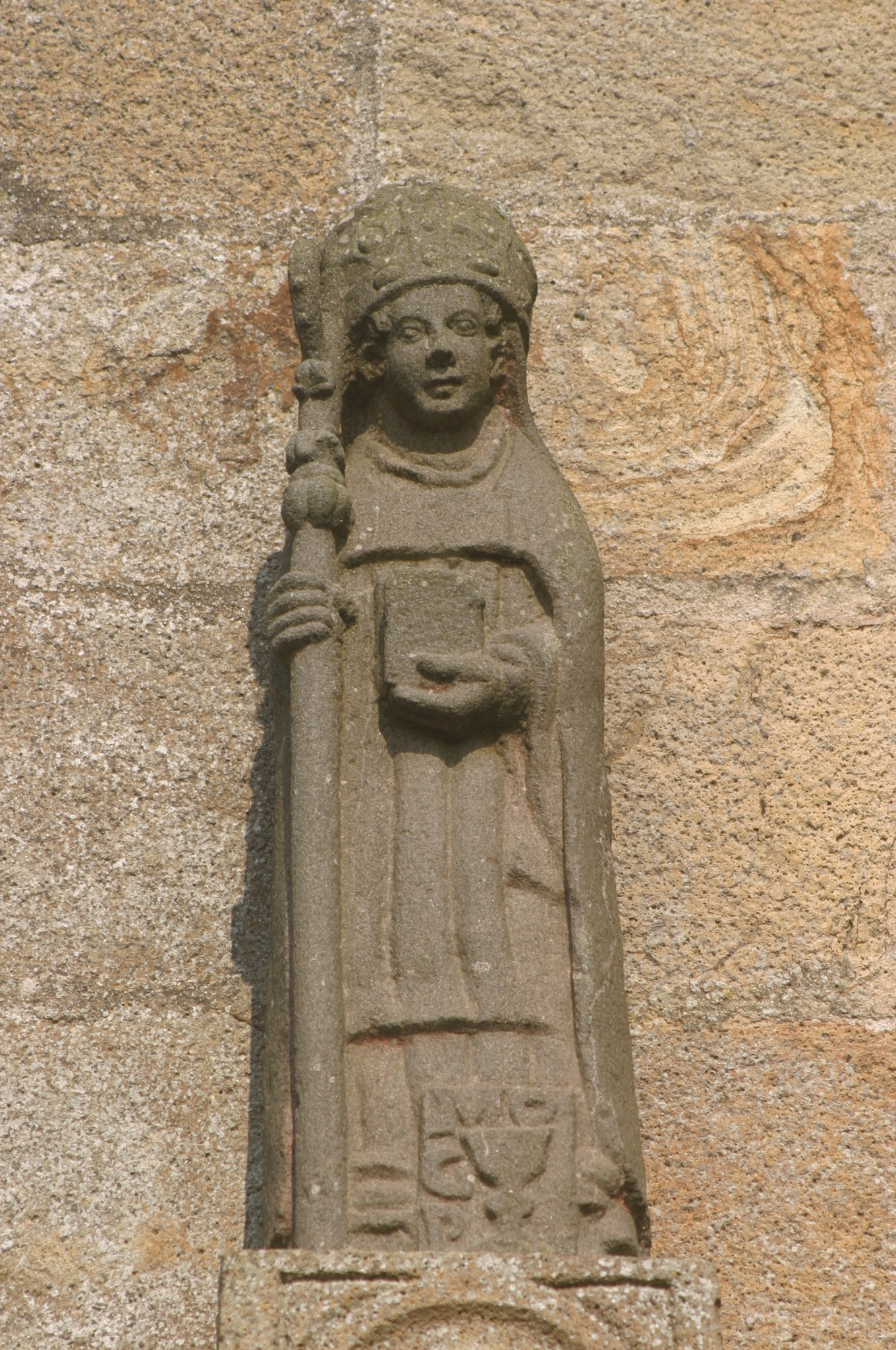
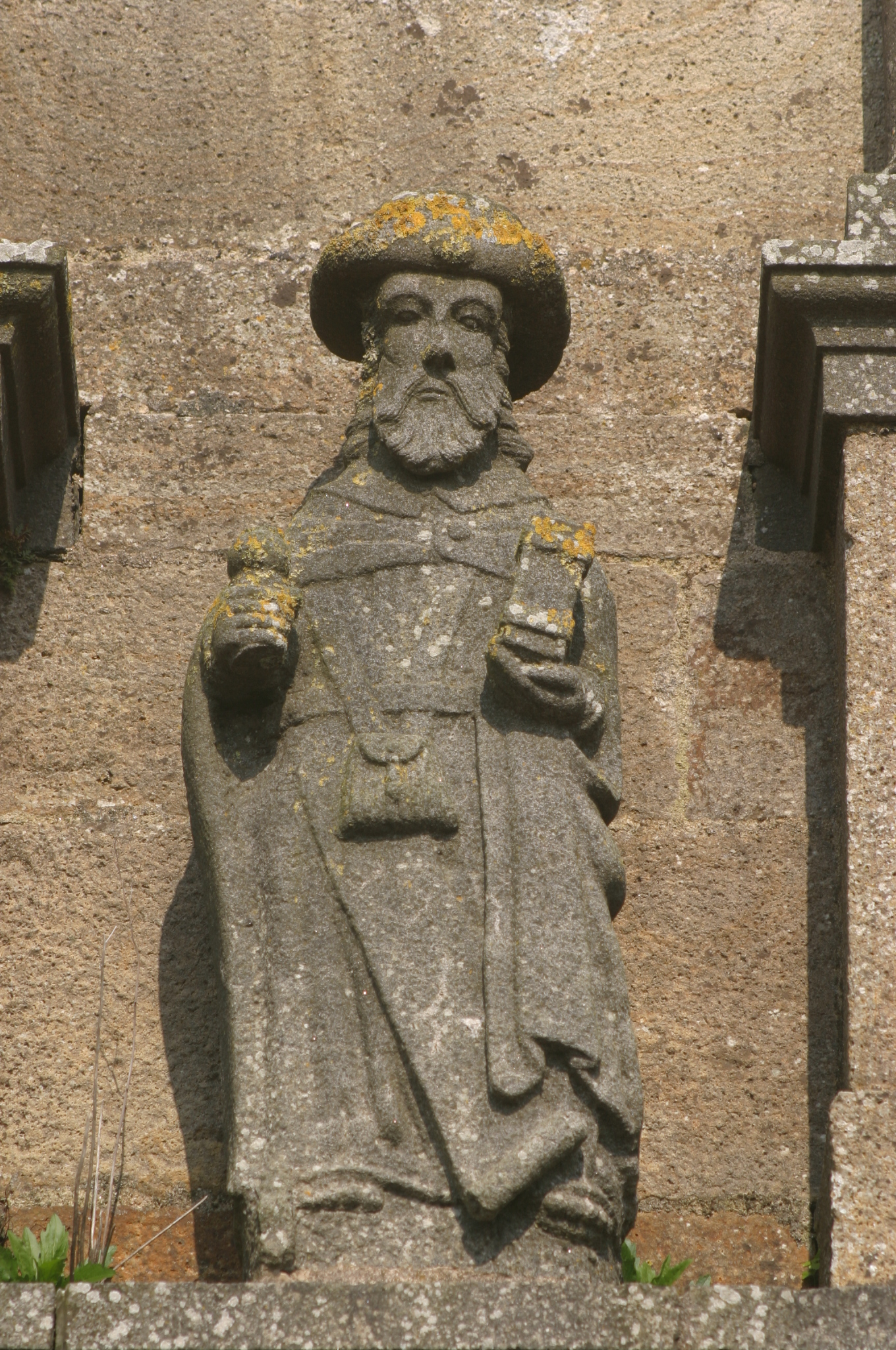
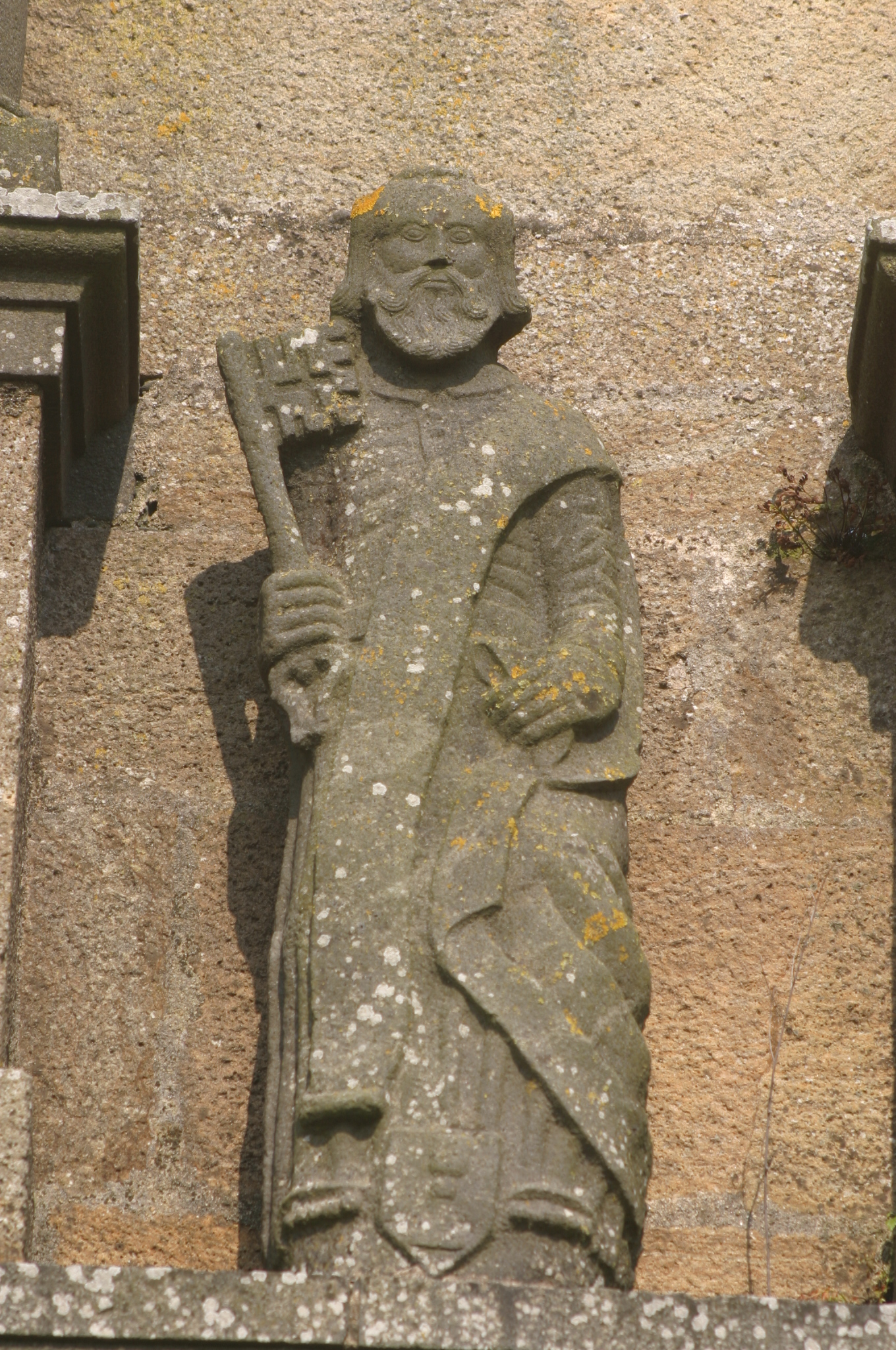
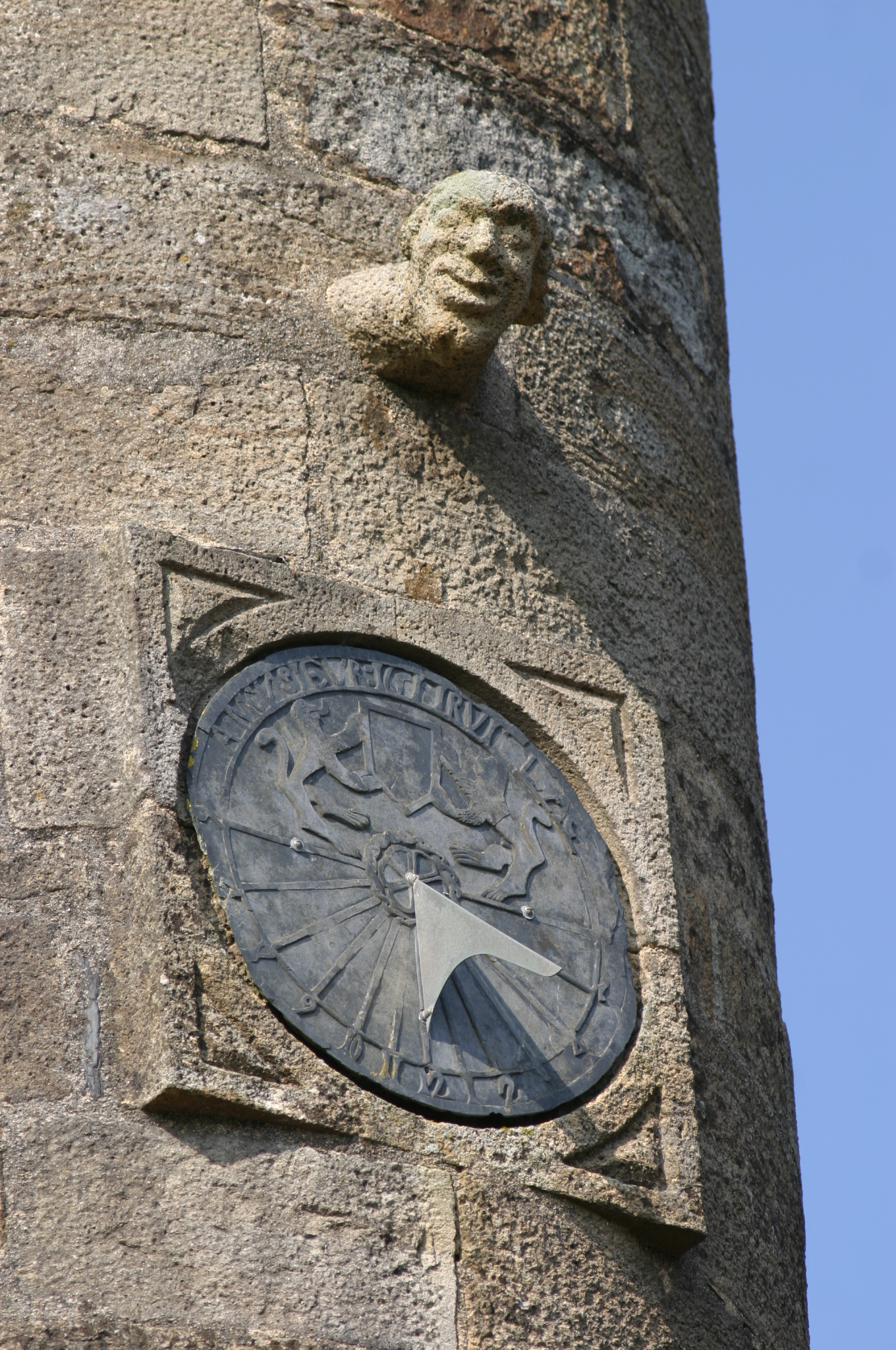
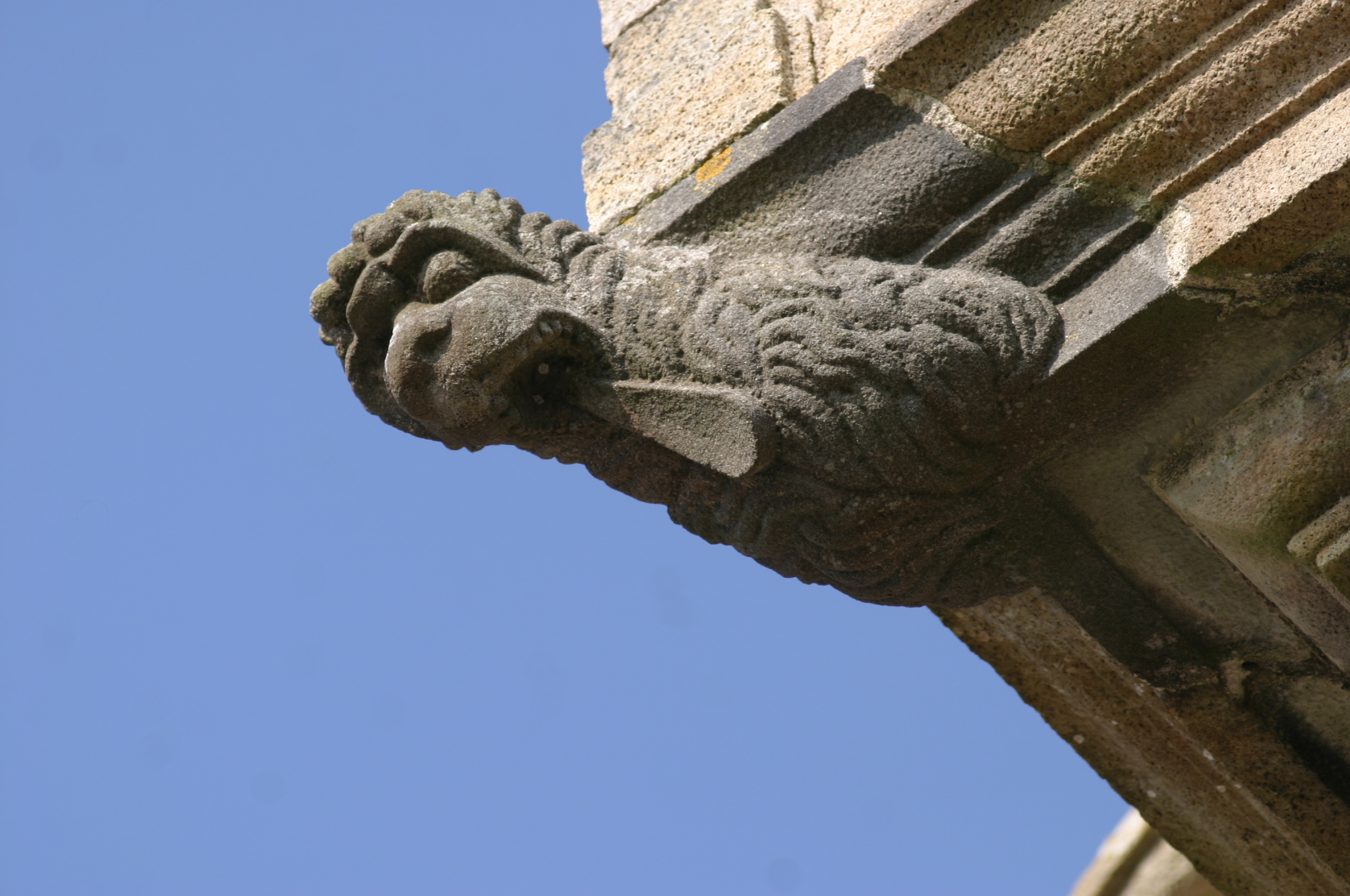
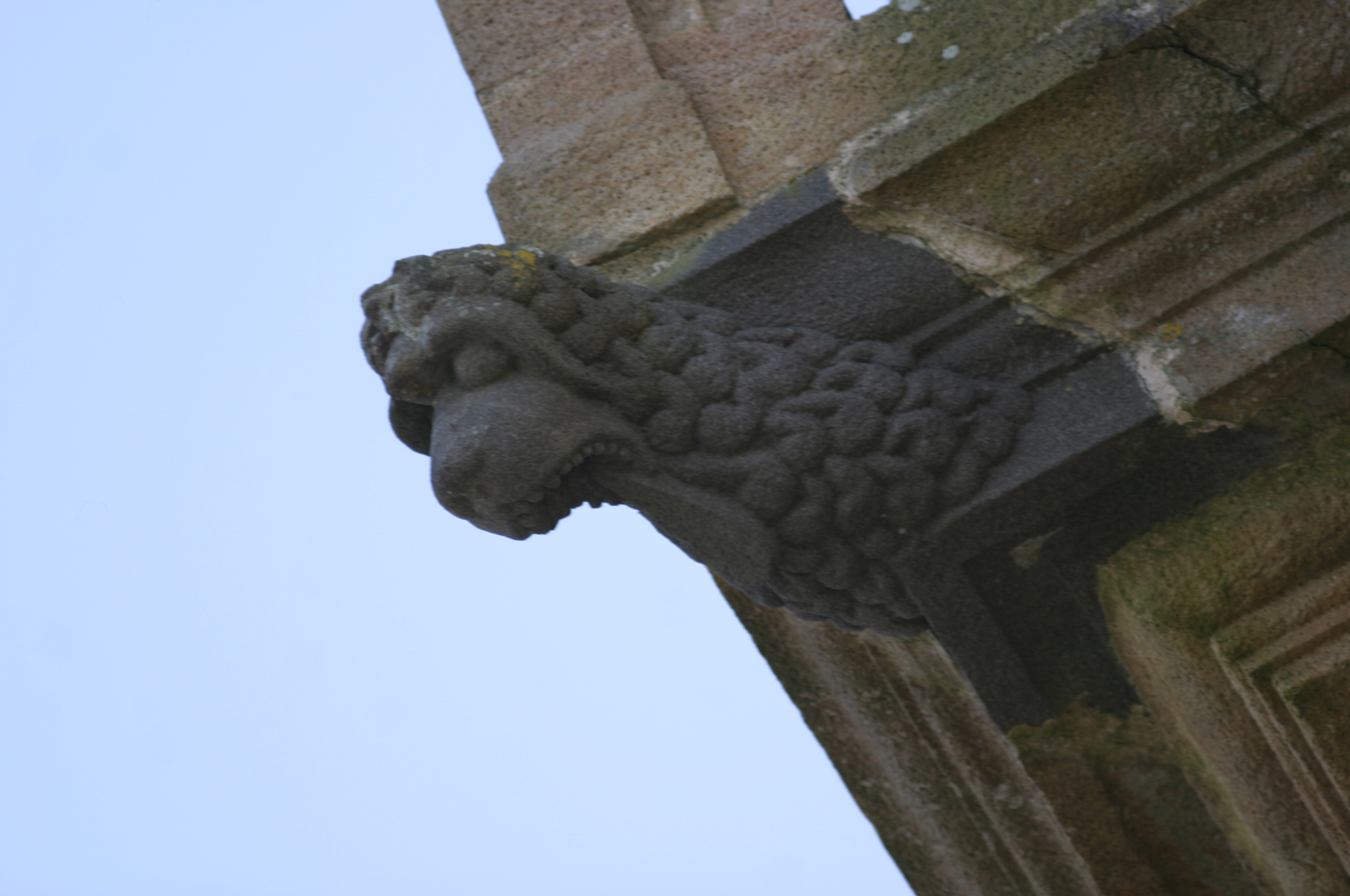
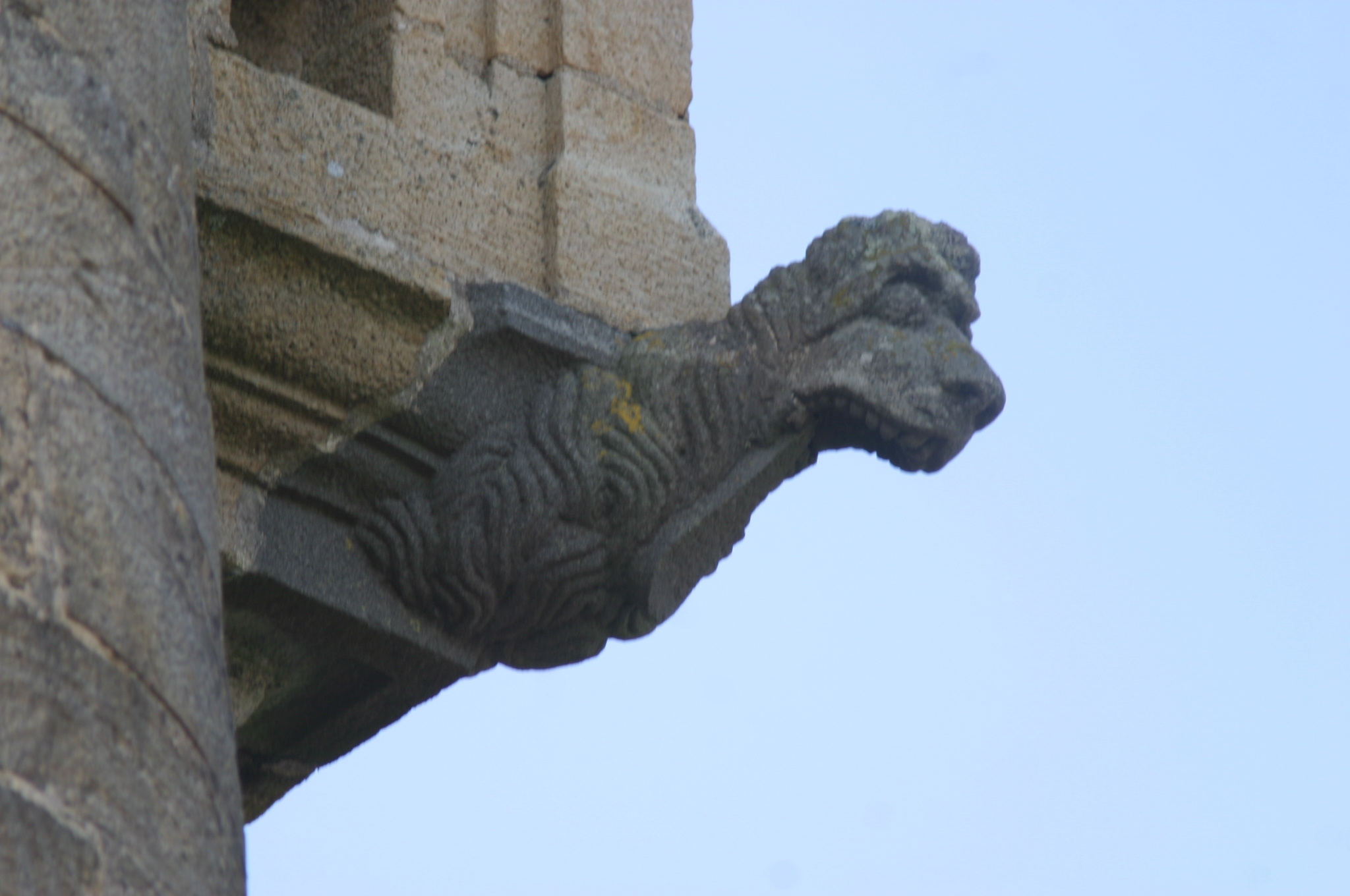
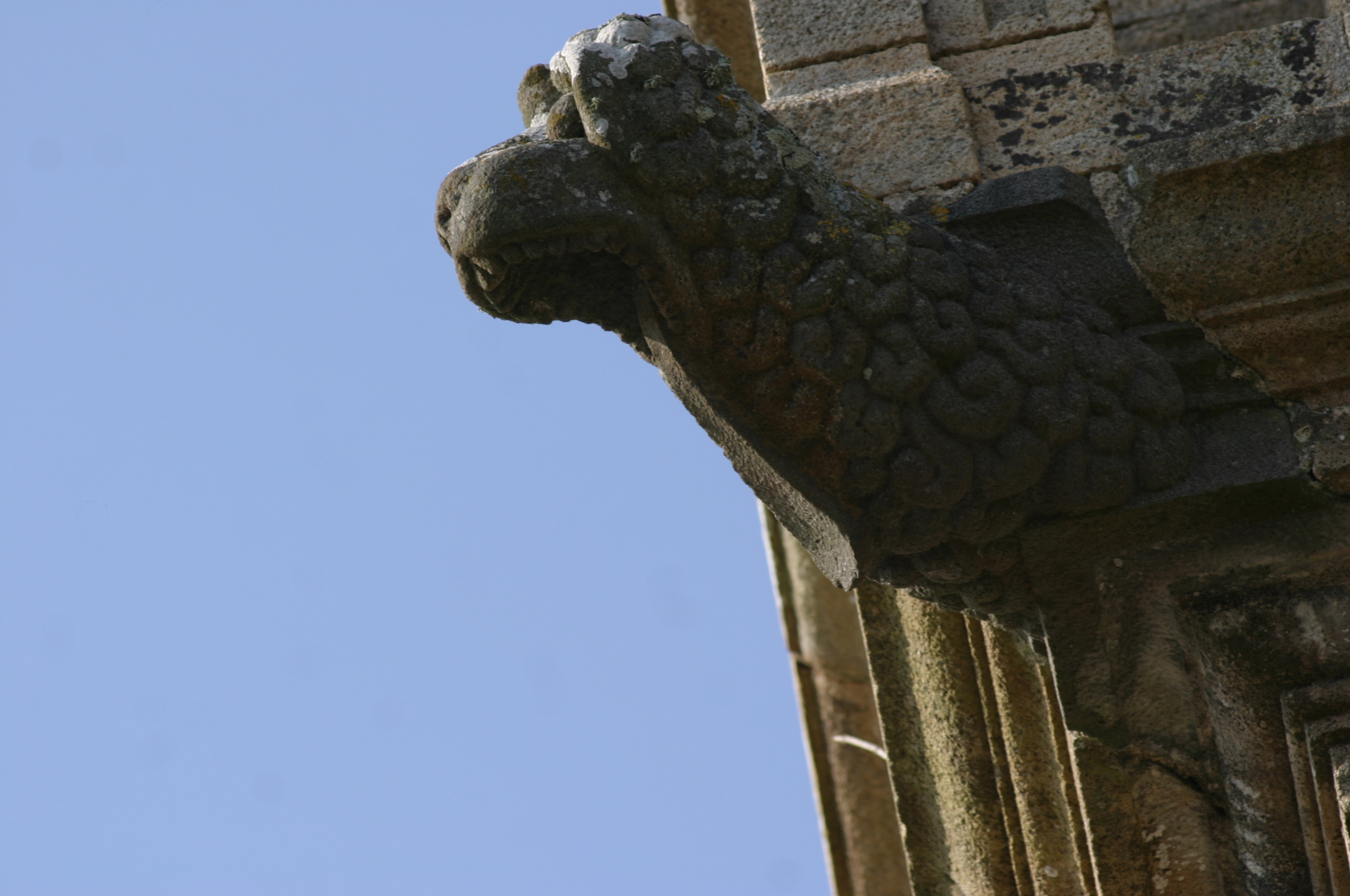
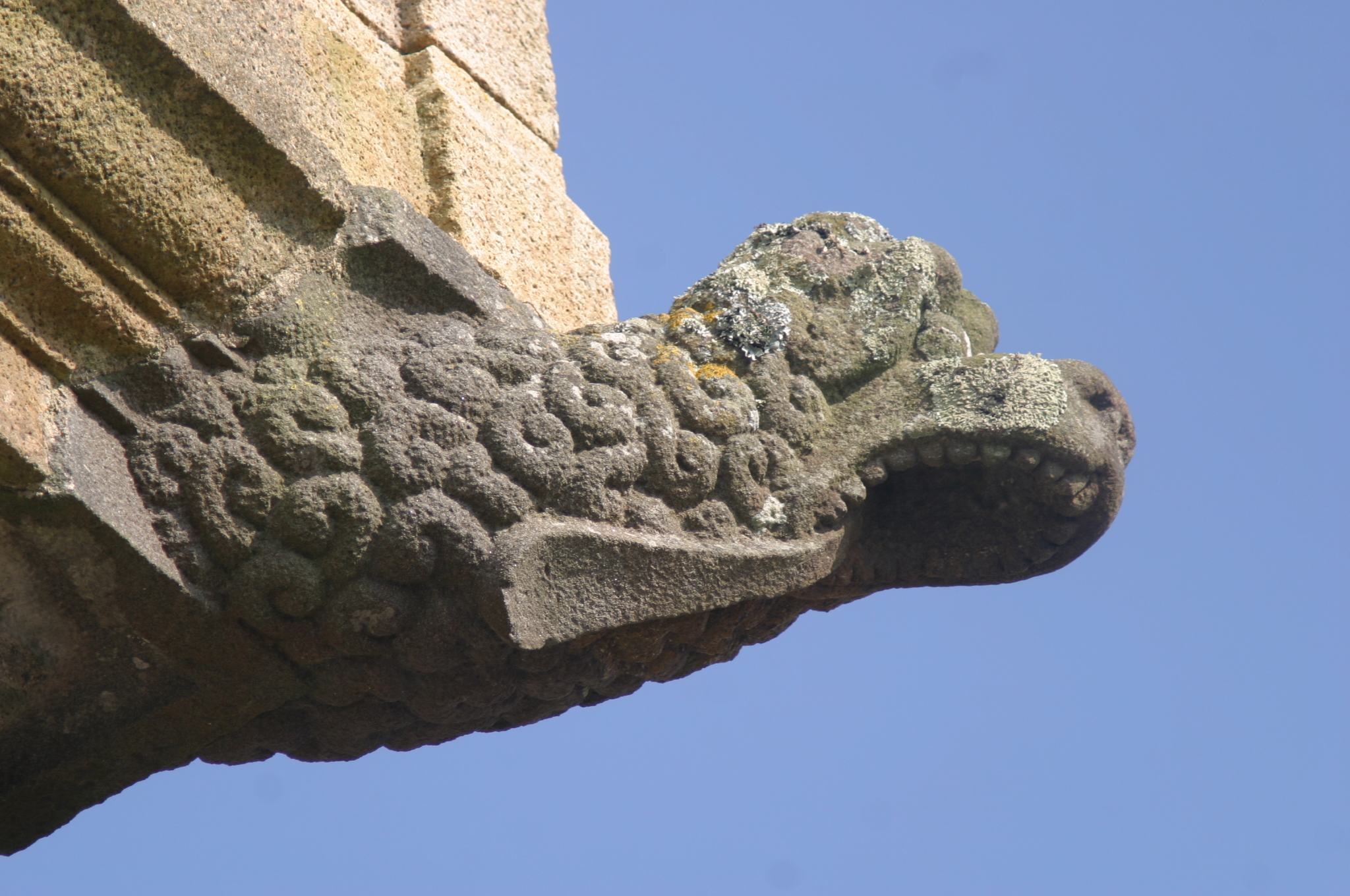
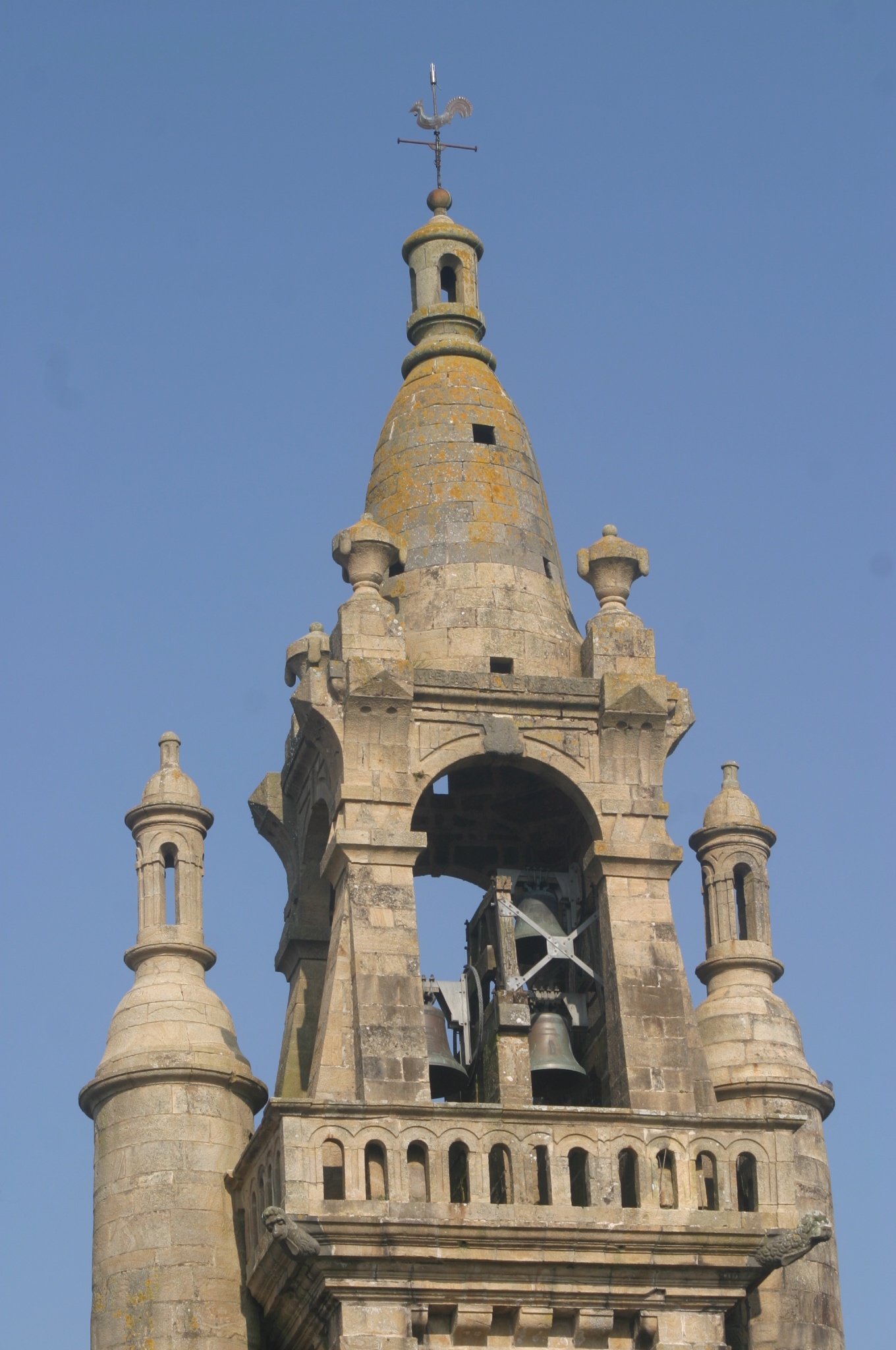
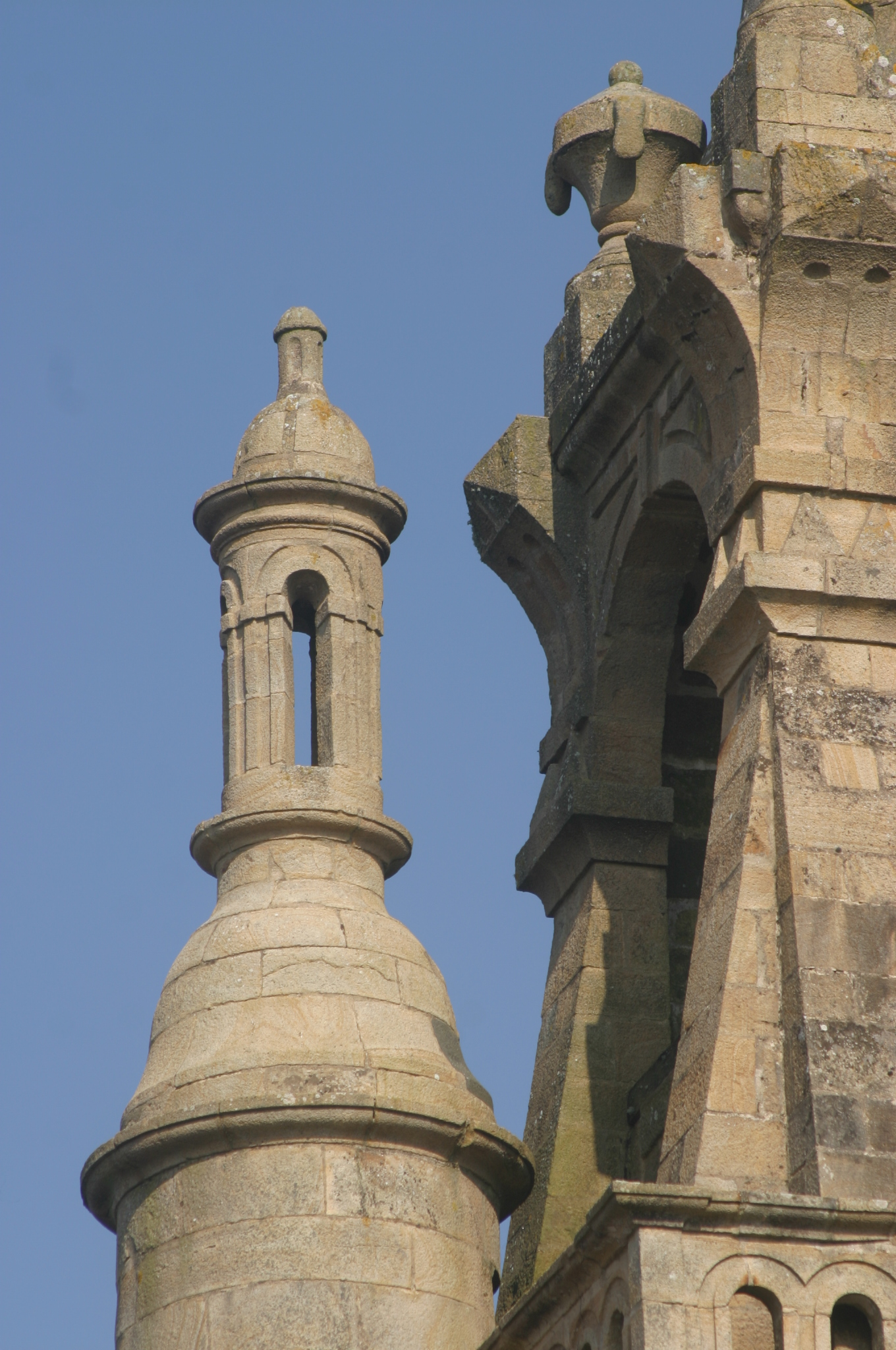
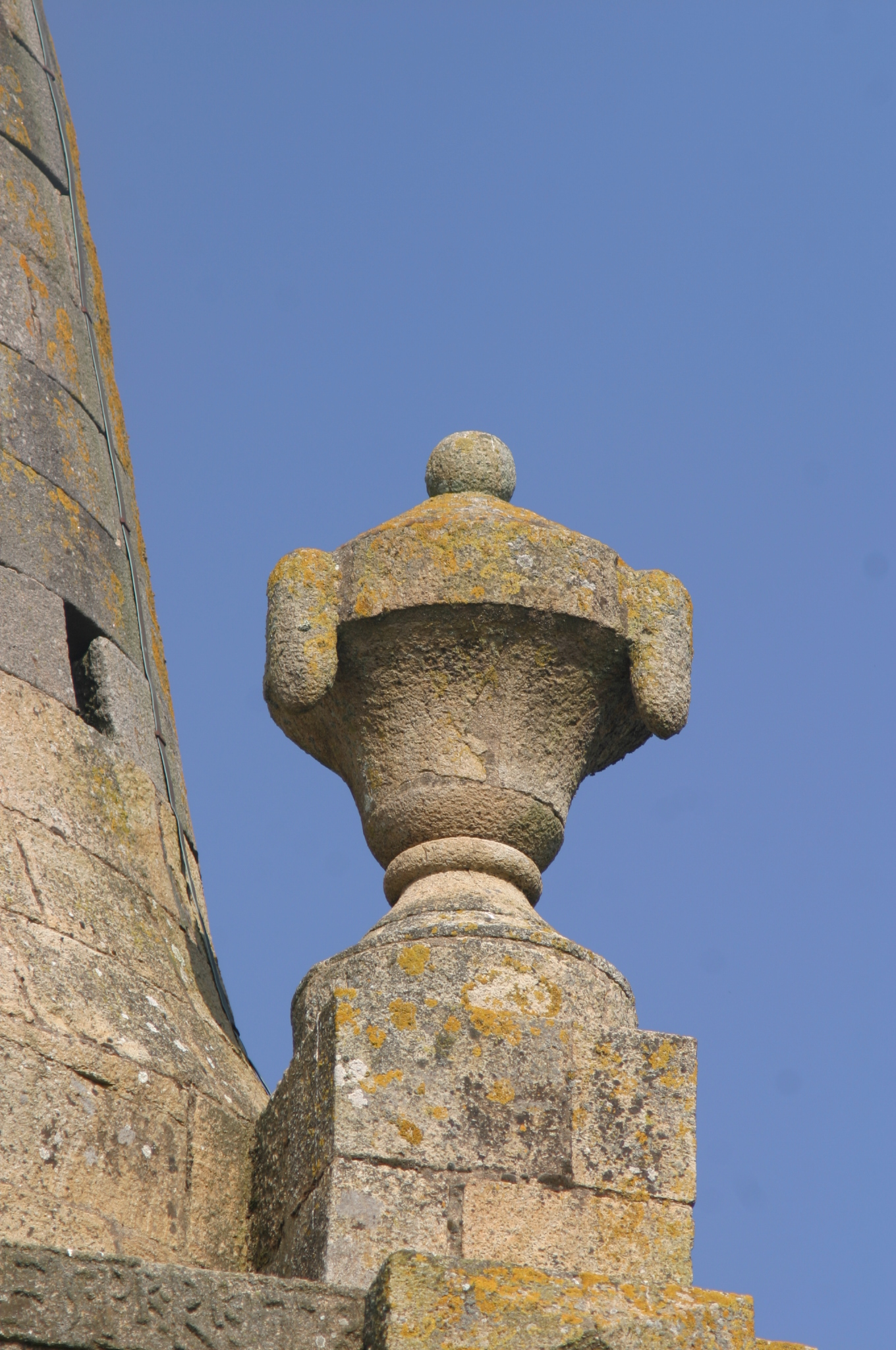
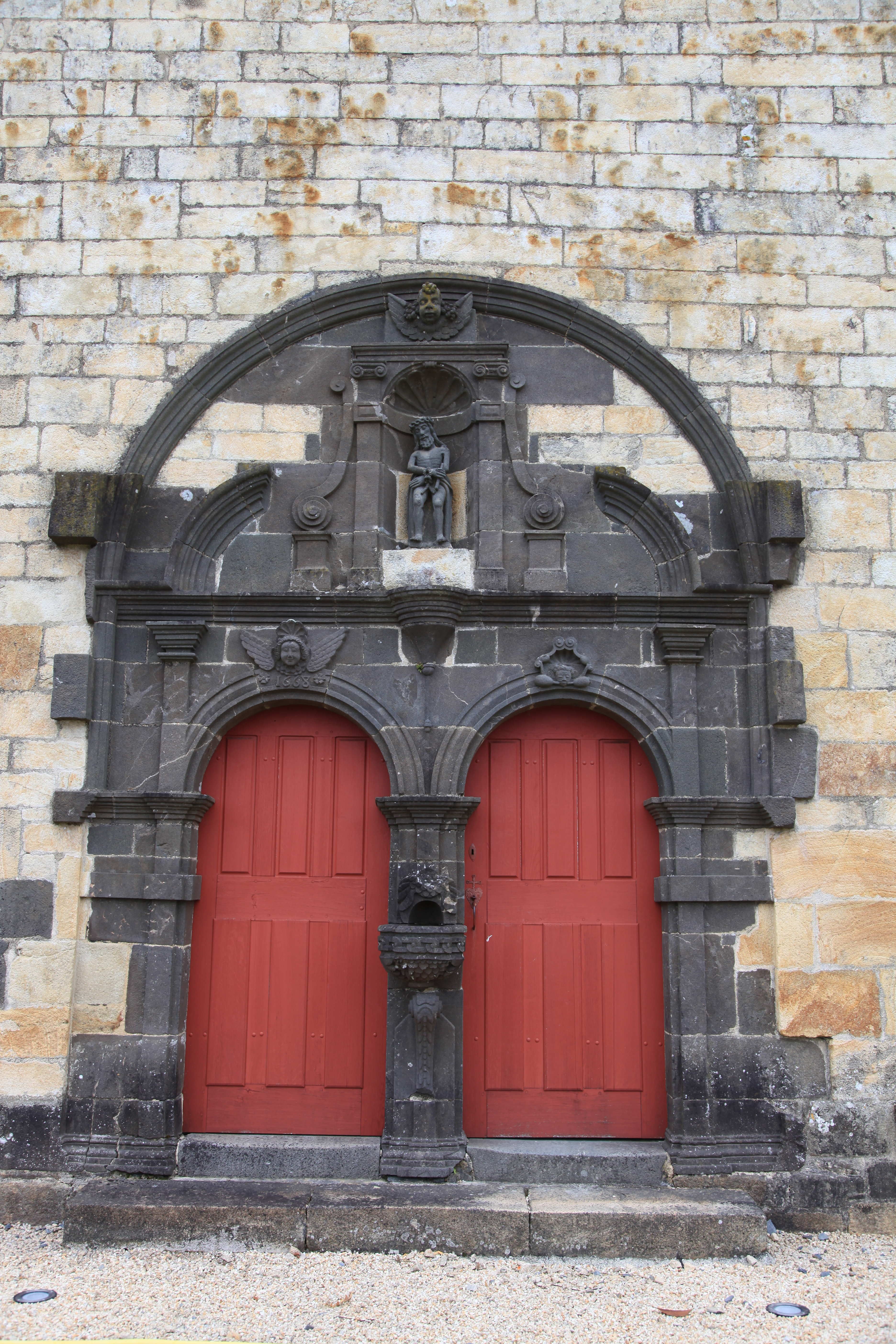
Portes jumelles
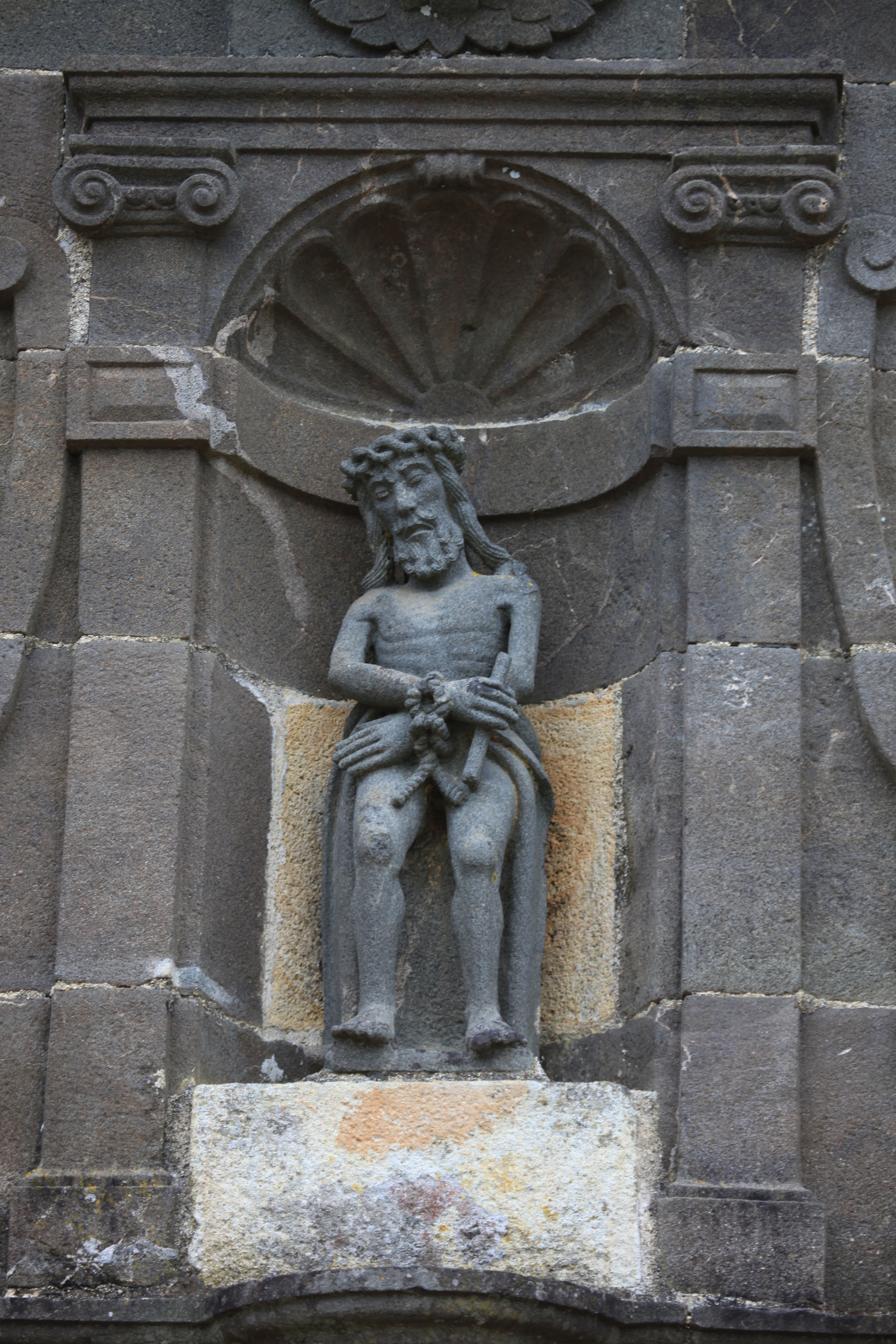
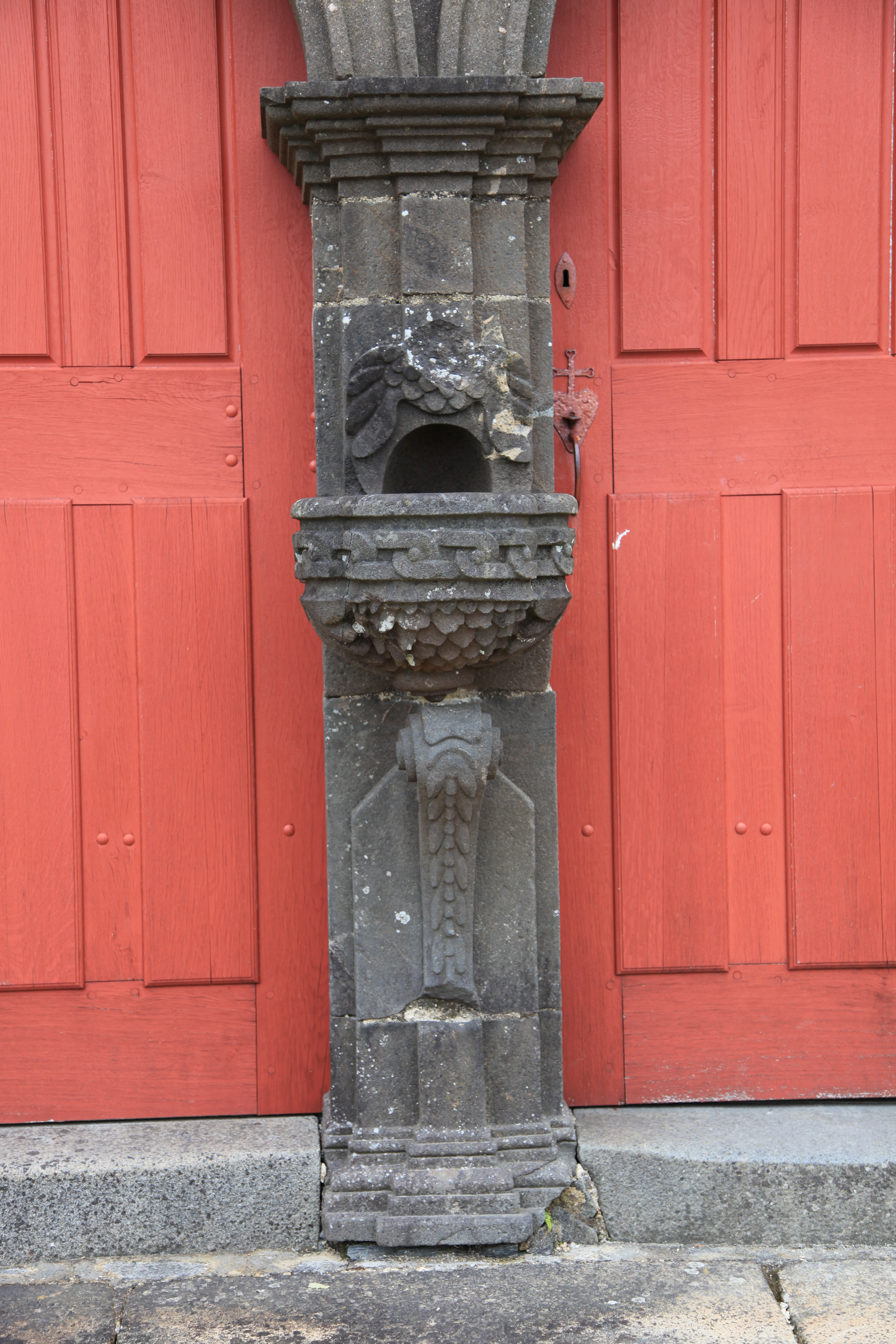